# Théoule-sur-Mer
Théoule-sur-Mer est une commune française située à l'extrémité ouest du département des Alpes-Maritimes en région Provence-Alpes-Côte d'Azur.
La commune se situe à l'est du massif de l'Esterel, dont elle est située sur les contreforts, ainsi qu'à l'ouest de la baie de Cannes. Elle fait partie de l'agglomération de Cannes. Ses habitants, au nombre de 1 362 en 2021, sont appelés les Théouliens.
Sa côte et ses plages sauvages, plus préservées que celles de Cannes, en font un lieu particulièrement apprécié, bien que relativement peu fréquenté par le tourisme de masse en été.

## Géographie

### Localisation
Théoule-sur-Mer est la première commune des Alpes-Maritimes par la côte du Var vers les Alpes-Maritimes.
Elle est située à 6 kilomètres de Mandelieu-la-Napoule, 9 de Cannes, 40 de Nice, 30 de Fréjus et 37 de Saint-Raphaël.
Elle est également à quelques milles nautiques des îles de Lérins (Sainte-Marguerite et Saint-Honorat).

### Intercommunalité
Théoule-sur-Mer fait partie de la communauté d'agglomération Cannes Pays de Lérins.

### Communes limitrophes
| Mandelieu-la-Napoule | Mandelieu-la-Napoule | Mer Méditerranée |
| Saint-Raphaël        | Théoule-sur-Mer      | Mer Méditerranée |
| Saint-Raphaël        | Mer Méditerranée     | Mer Méditerranée |

### Géologie et relief

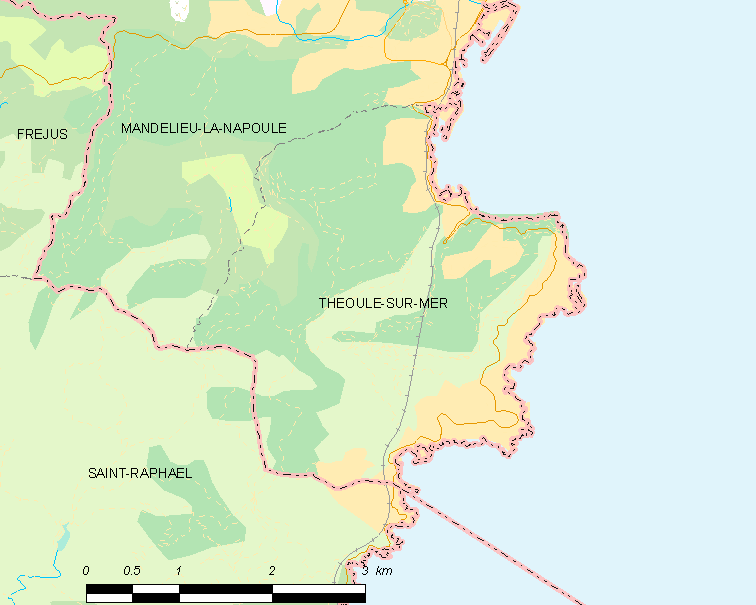
Carte de la commune de Théoule-sur-Mer.
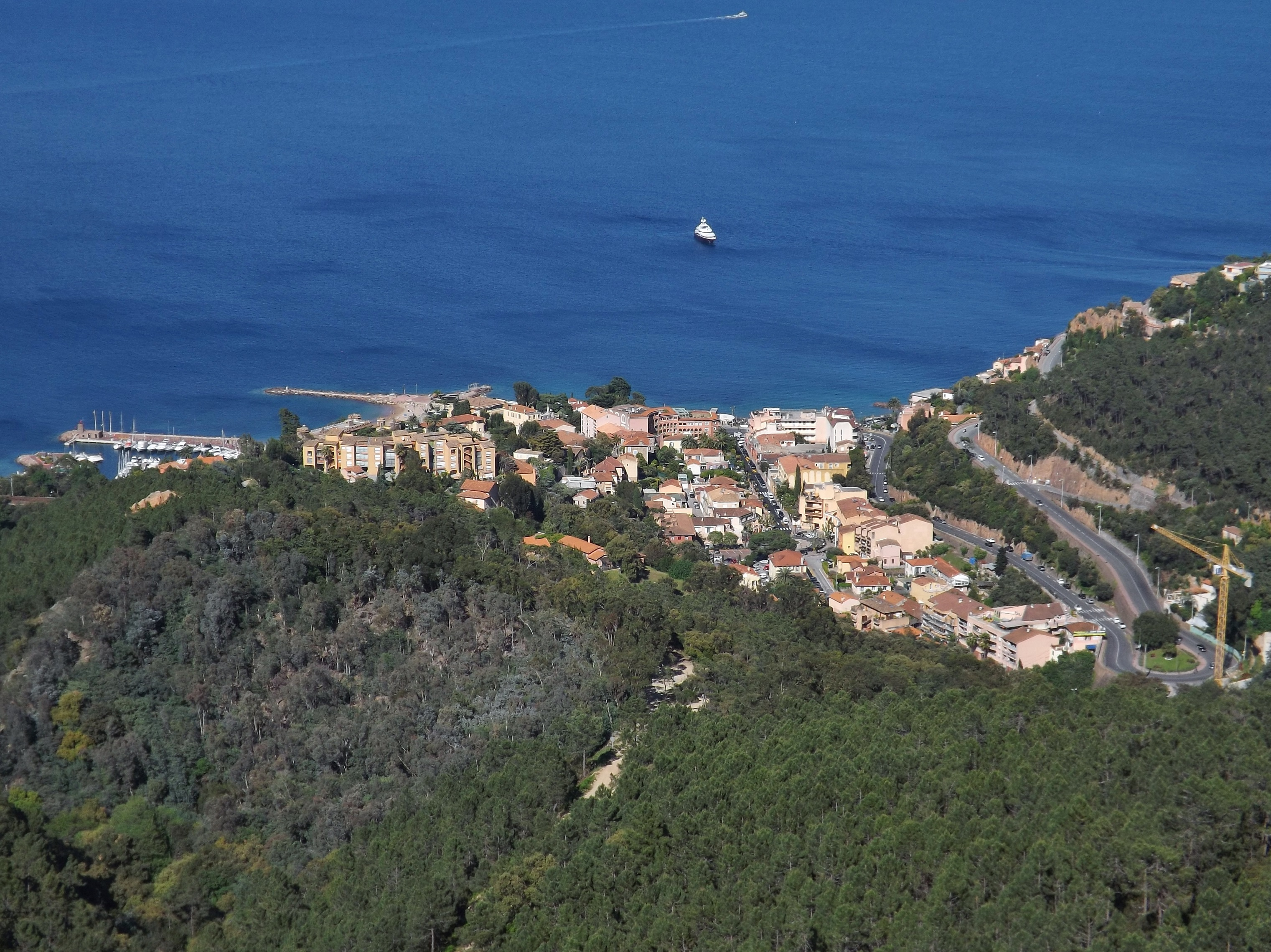
Vue aérienne du village entre mer Méditerranée et massif de l'Esterel.
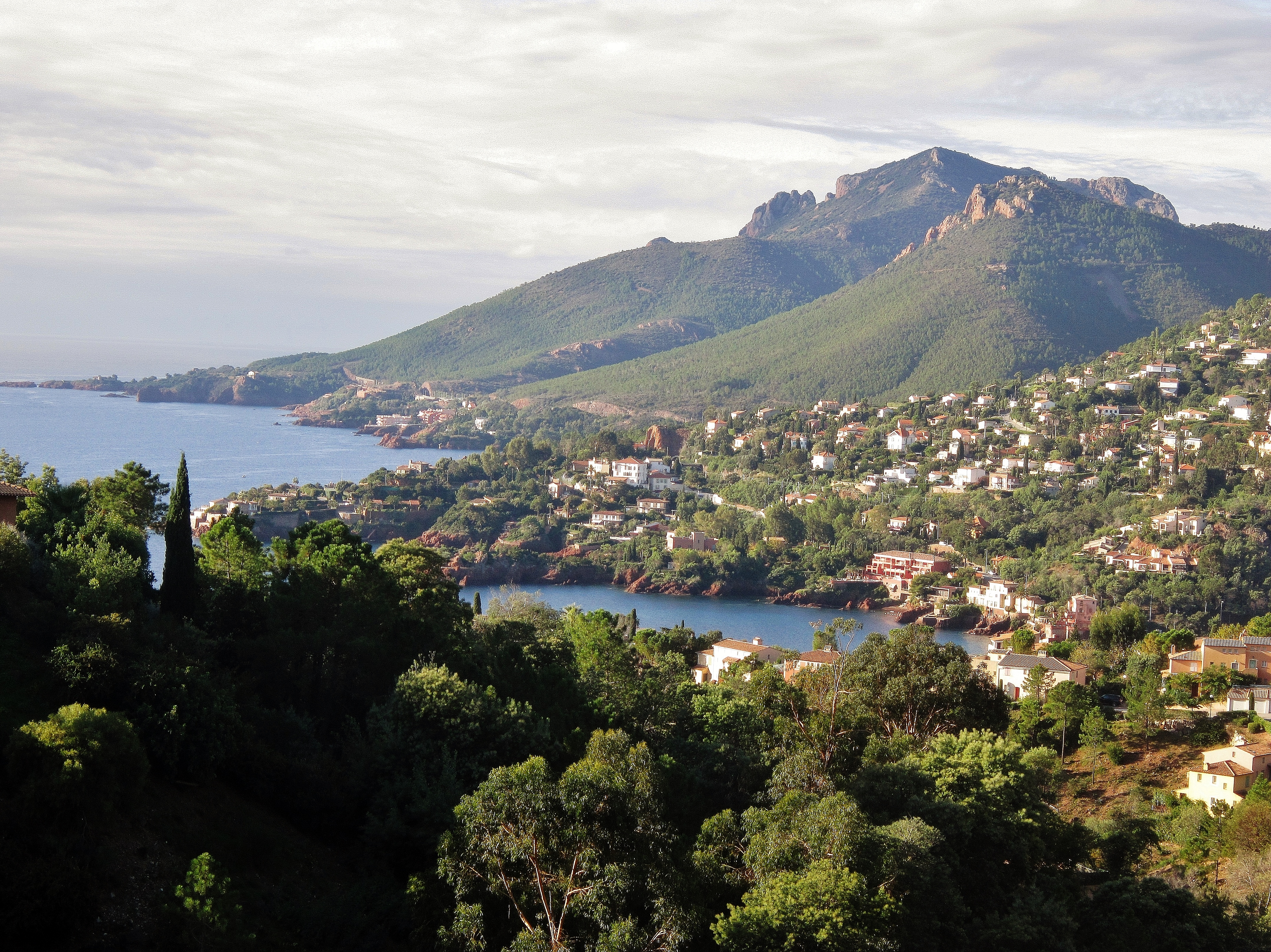
Le littoral entre la calanque de la Figueirette et la pointe du Trayas et le massif de l'Estérel.
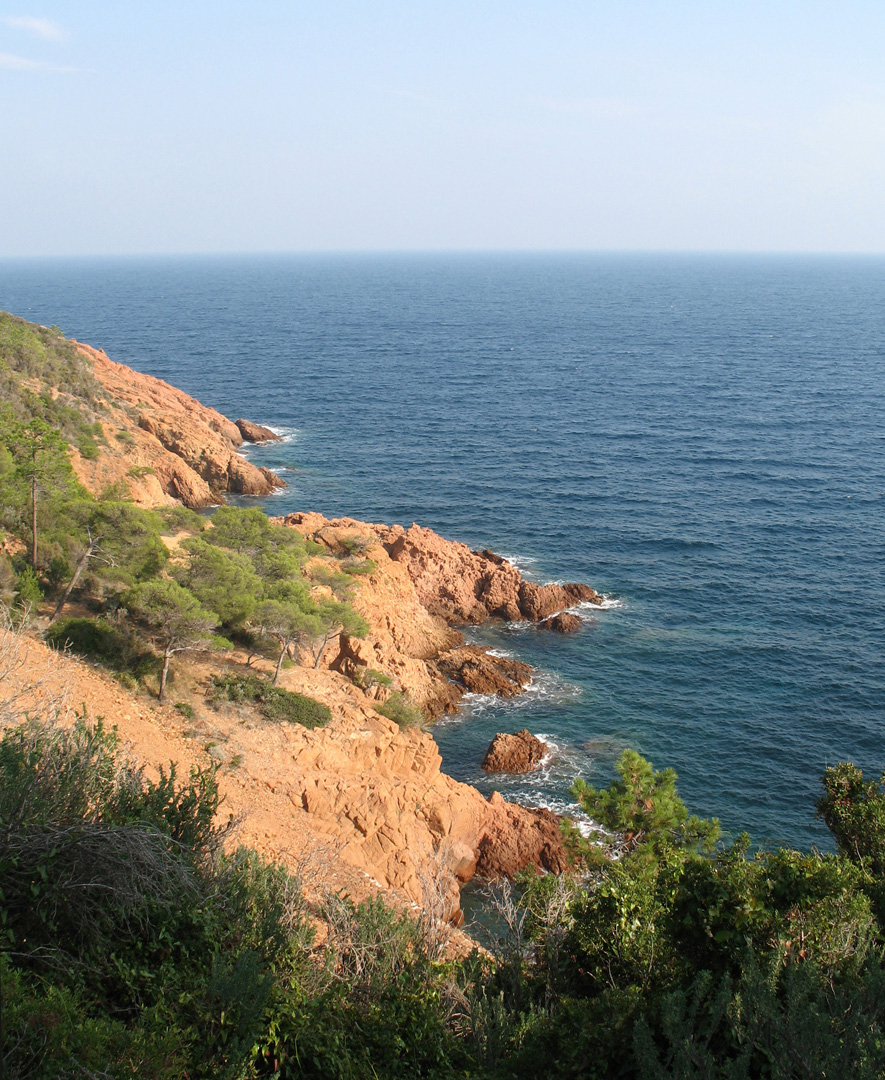
La Corniche d'Or.

La commune, vaste de 1 049 hectares, s'étend le long du littoral méditerranéen du vallon de Maurevieille (ou Maure Vieille) à l'est à la pointe du Trayas à l'ouest sur une longueur d'une quinzaine de kilomètres et sur environ 7 kilomètres de largeur à partir de son littoral, un tronçon de la « corniche d'Or ».
Celui-ci est découpé en calanques (notamment la calanque des Deux Frères ou celle de La Figueirette, aux rochers de porphyre rouge), criques , plages (du Maurin, du Suveret, de la Petite Fontaine, de la Figueirette) et pointes (de l'Aiguille, Saint-Marc, de la Galère, des Deux Frères, de l'Esquillon, Notre-Dame, du Trayas) aux falaises rougeoyantes de porphyre, l'intérieur étant occupé par le versant sud-est de l'Esterel, dont les sommets atteignent 440 mètres au sommet des Grosses Grues, 418 m à celui des Petites Grues, 300 m au Rocher des Monges, 266 m au mont de Théoule à l'intérieur des limites communales, davantage à proximité : 492 m au Pic de l'Ours, 455 m au Pic du Cap Roux, 323 m au Pic d'Aurelle situés sur le territoire de la commune de Saint-Raphaël, mais qui sont visibles d'une bonne partie du territoire théoulien.
Le col de Théoule est un point de convergence de plusieurs sentiers piétonniers parcourant la partie théoulienne du massif de l'Estérel.

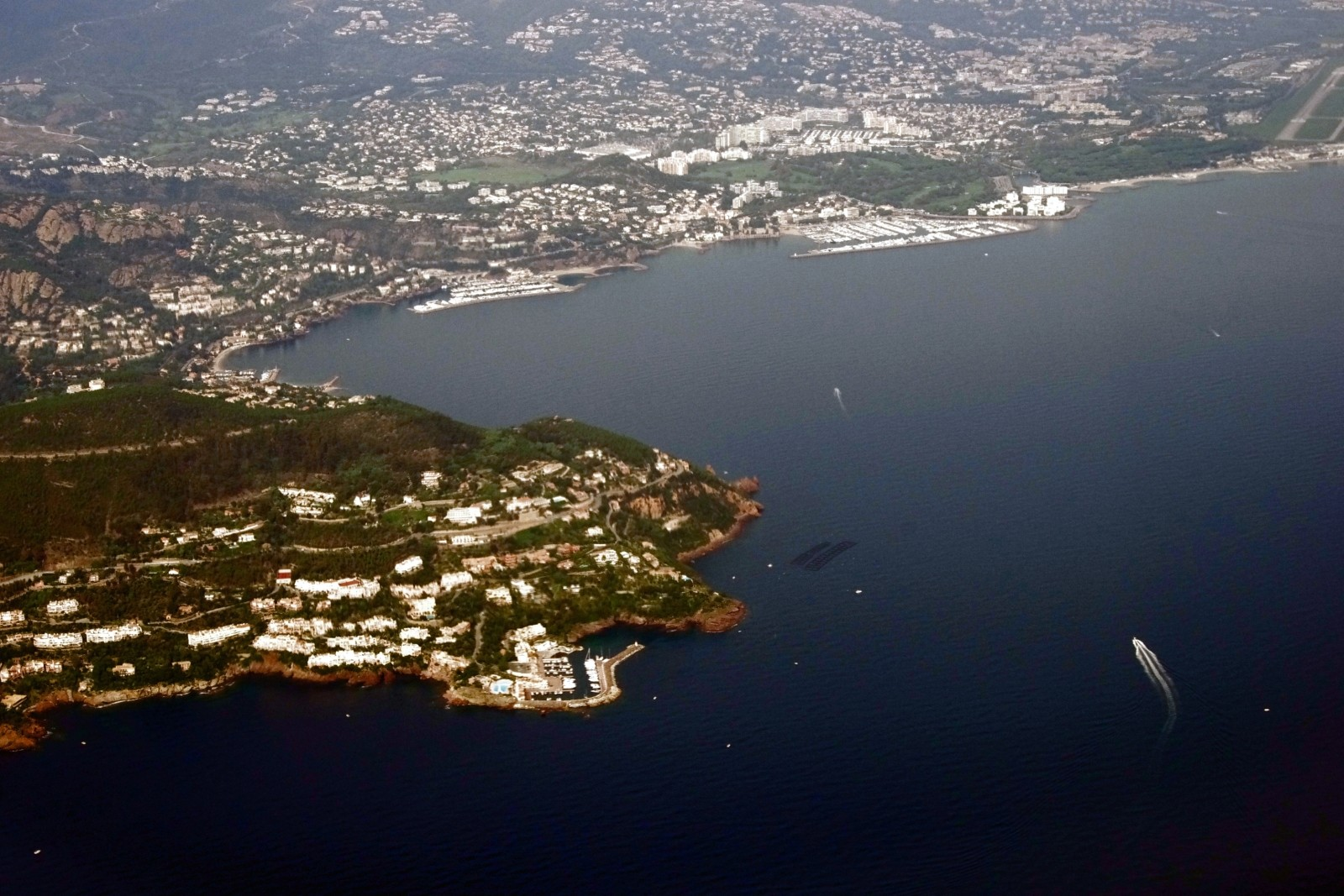
Vue aérienne de Théoule-sur-Mer et La Napoule.
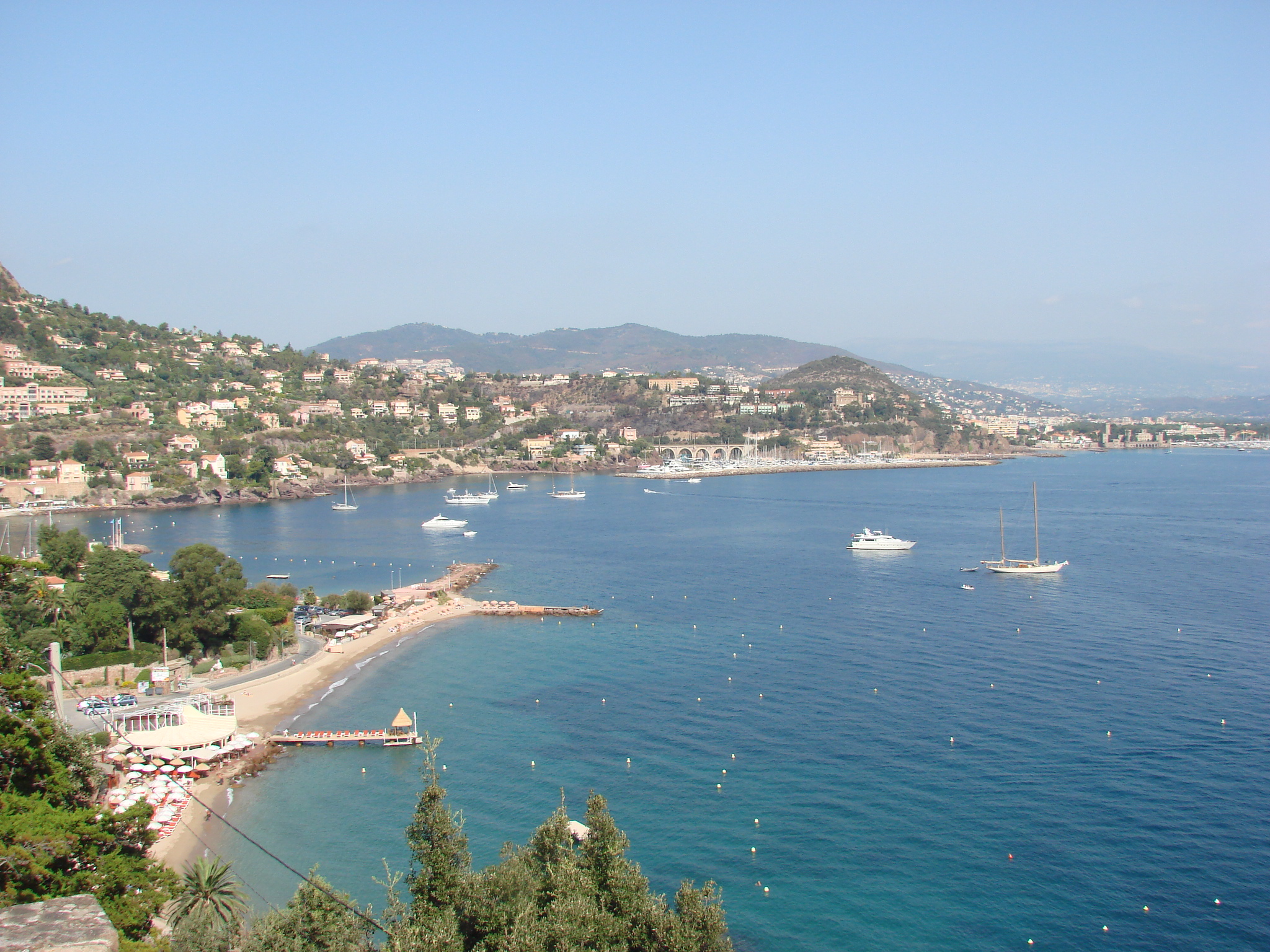
La baie de Théoule (à l'arrière-plan La Napoule).
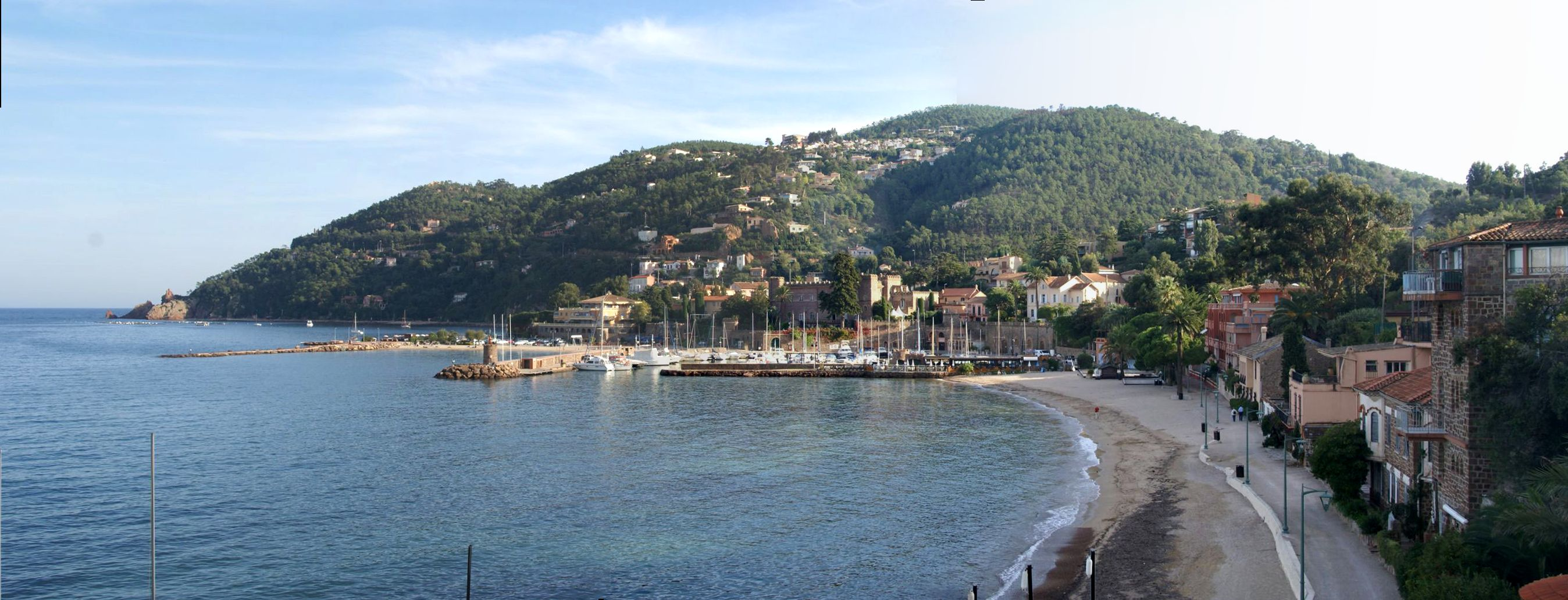
Le littoral vu depuis l'avenue de Lérins.
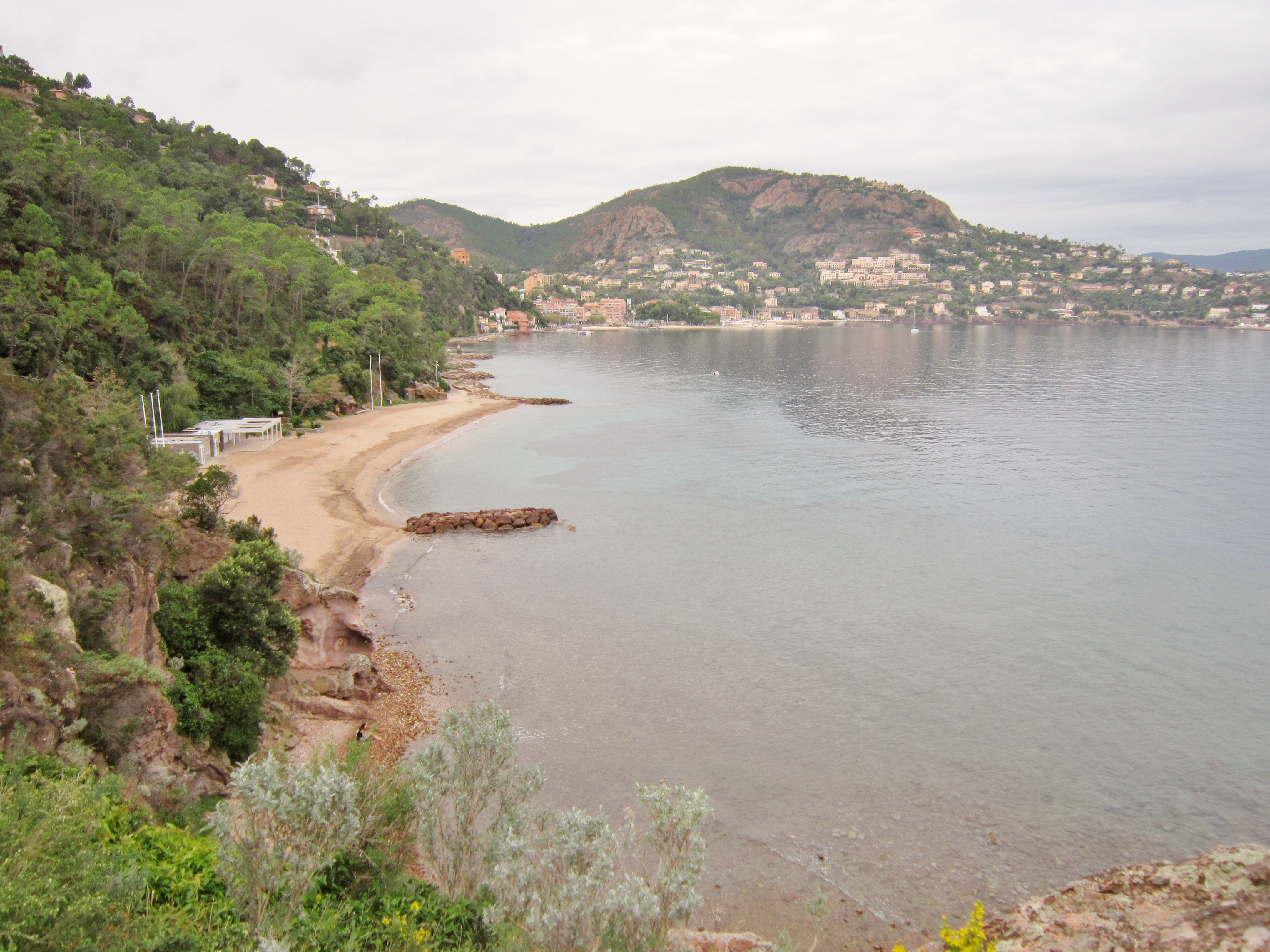
La plage de la Petite Fontaine et, à l'arrière-plan, le bourg et le port de Théoule.
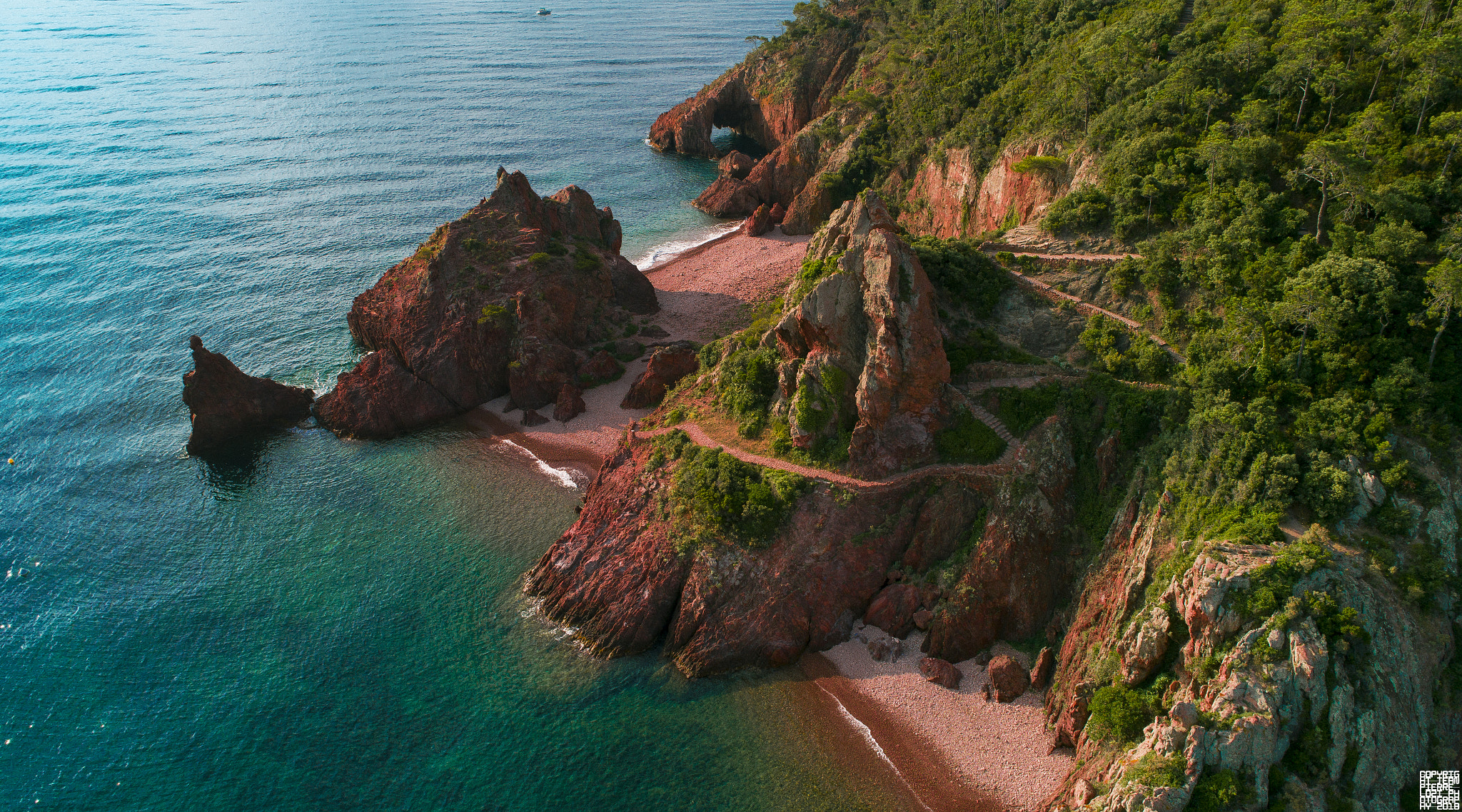
La pointe de l'Aiguille : vue d'ensemble.
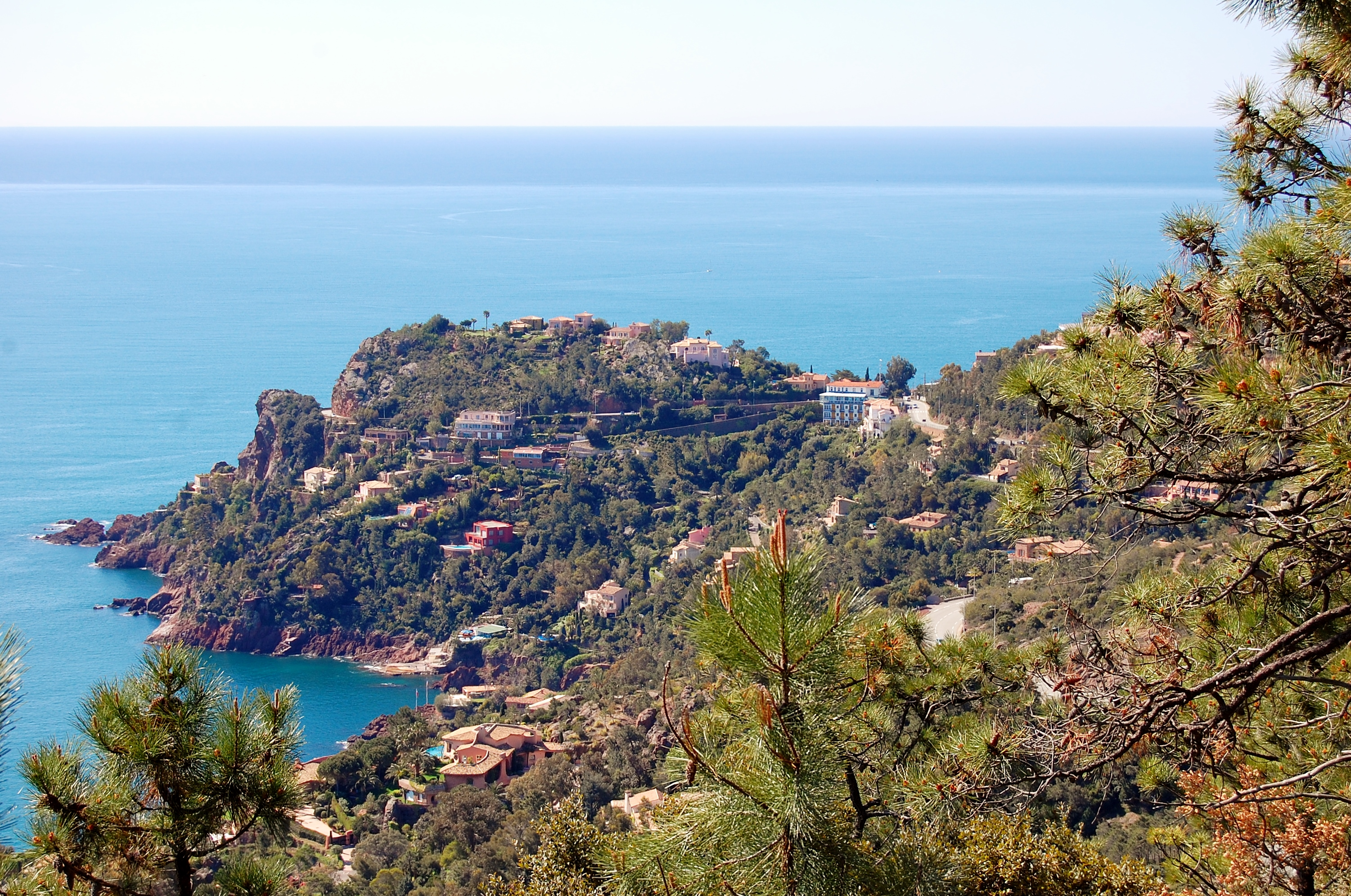
La pointe de l'Esquillon (vue depuis un endroit proche de Notre-Dame-d'Afrique).
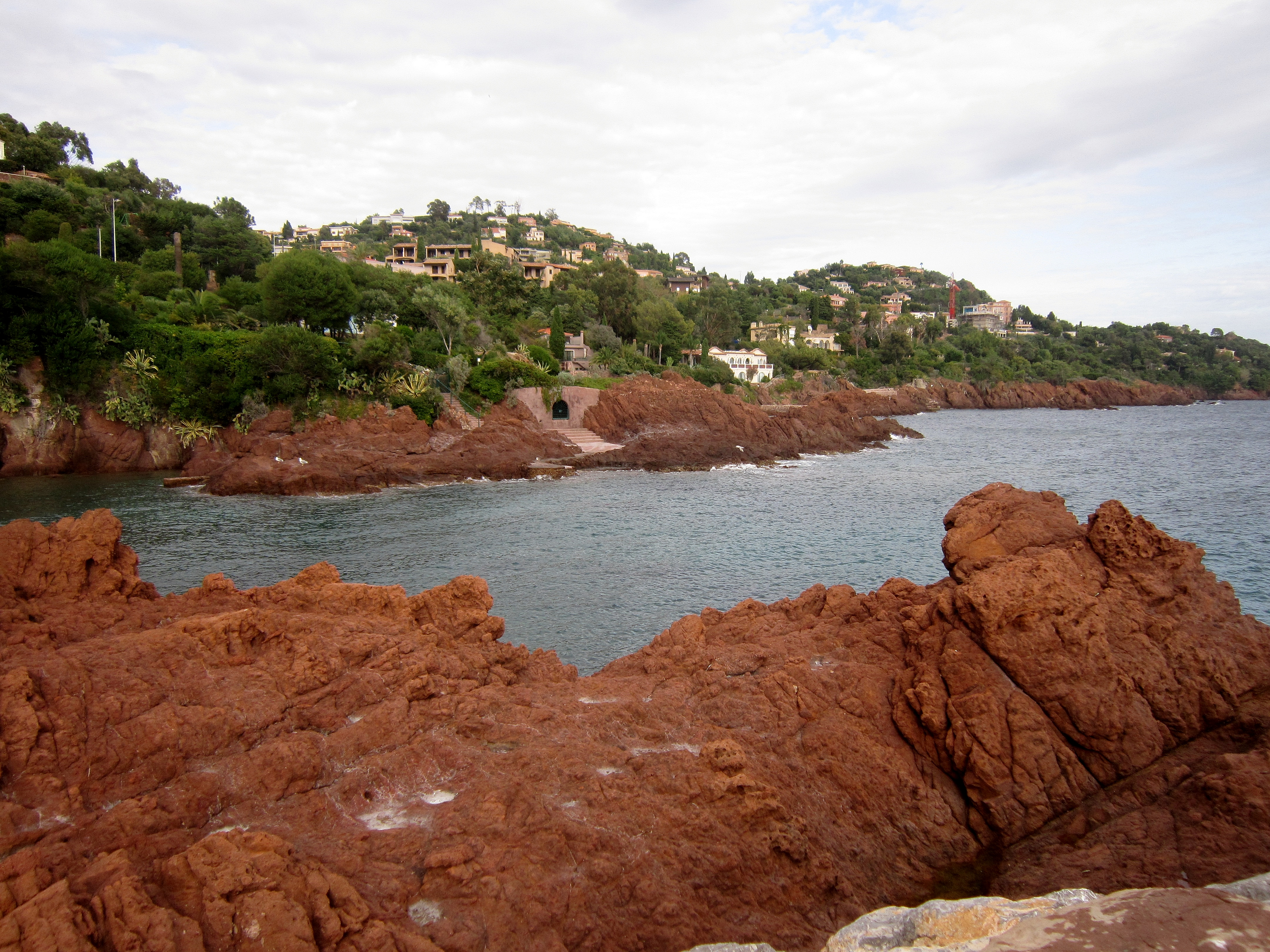
La calanque de la Figueirette (rochers de porphyre rouge).
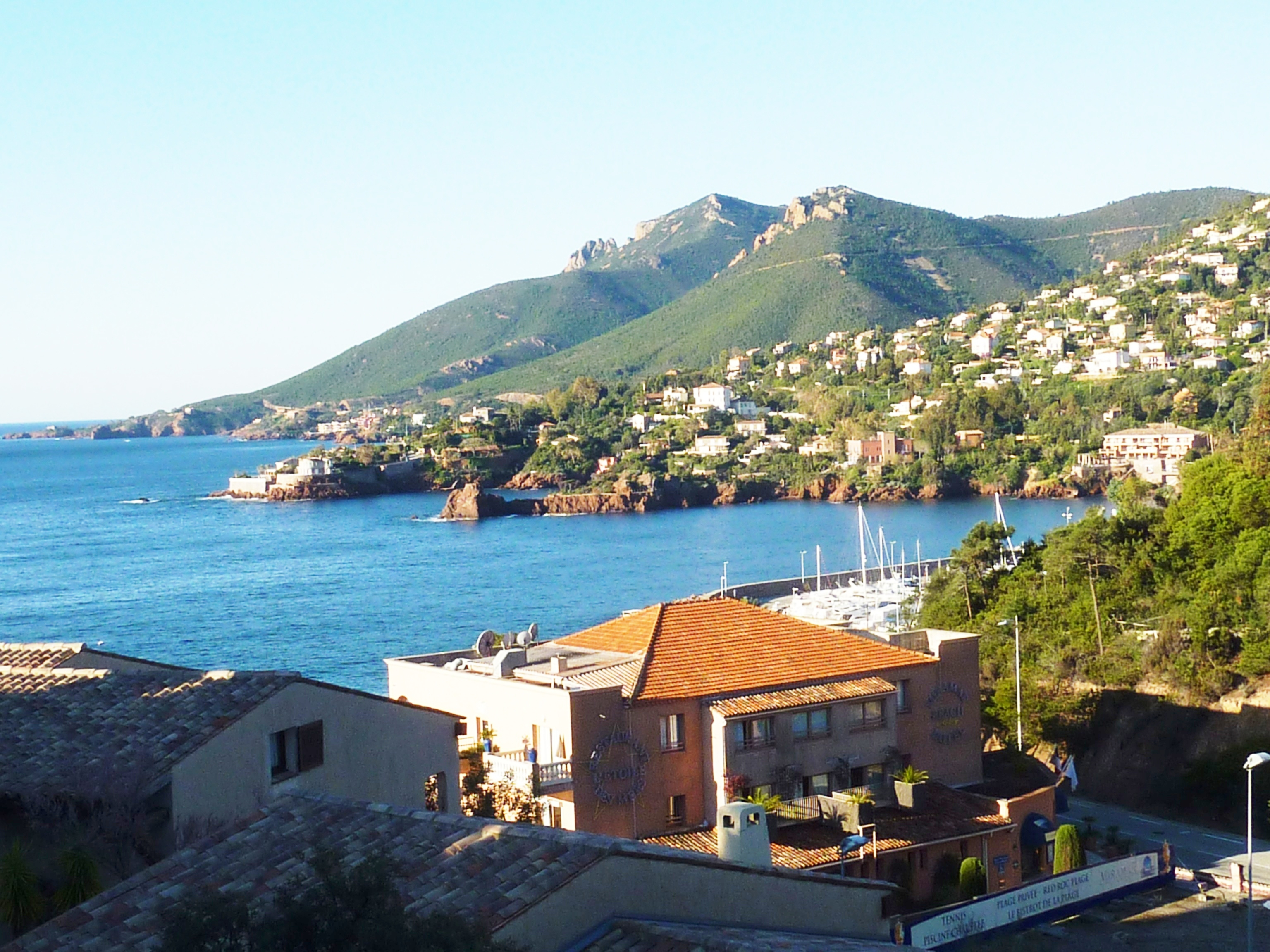
Le golfe de la Figueirette et les pointes Notre-Dame et du Trayas.
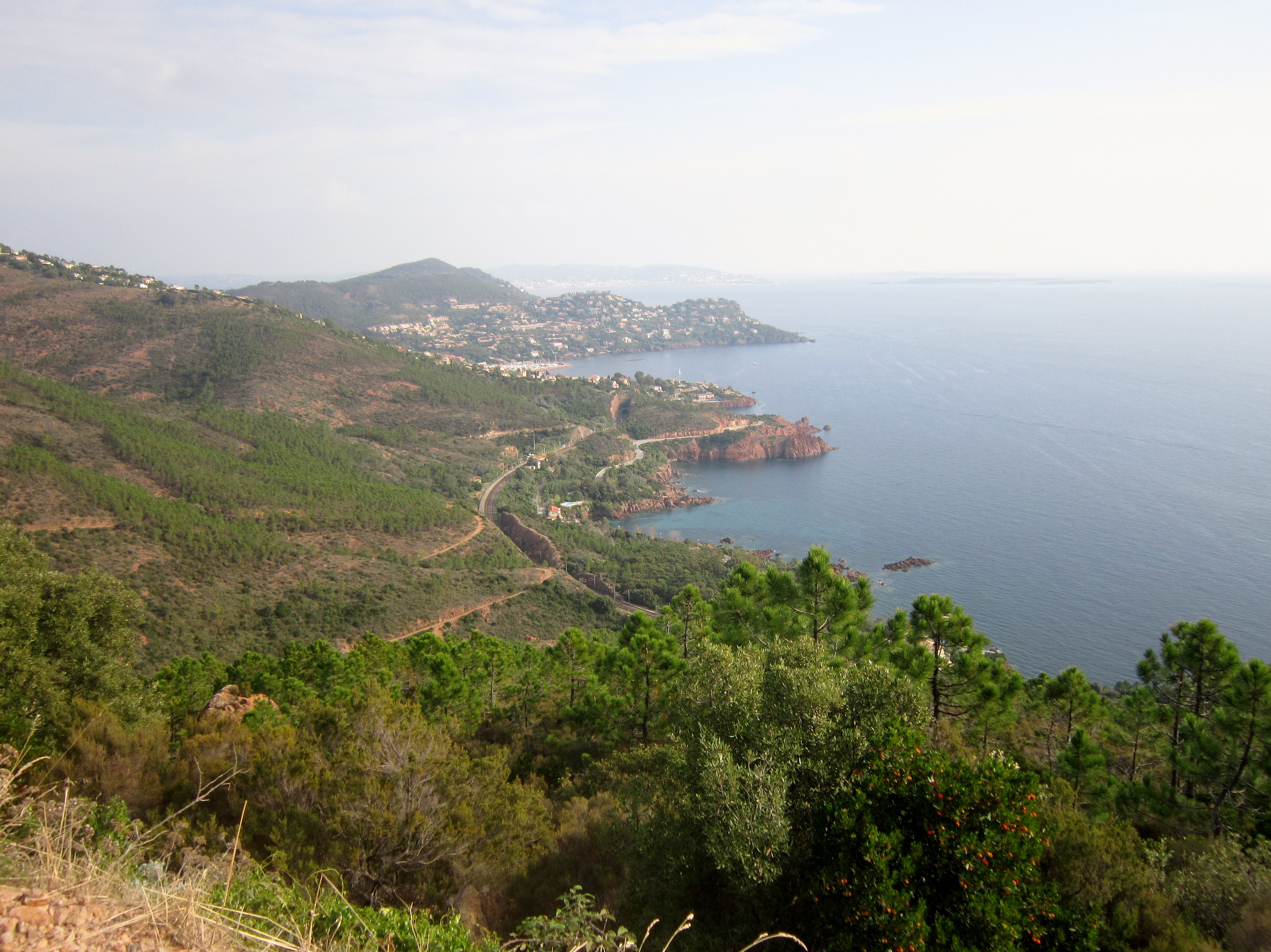
Le littoral entre le Trayas et la pointe de l'Esquillon vus depuis la route du pic d'Aurelle dans le massif de l'Estérel.
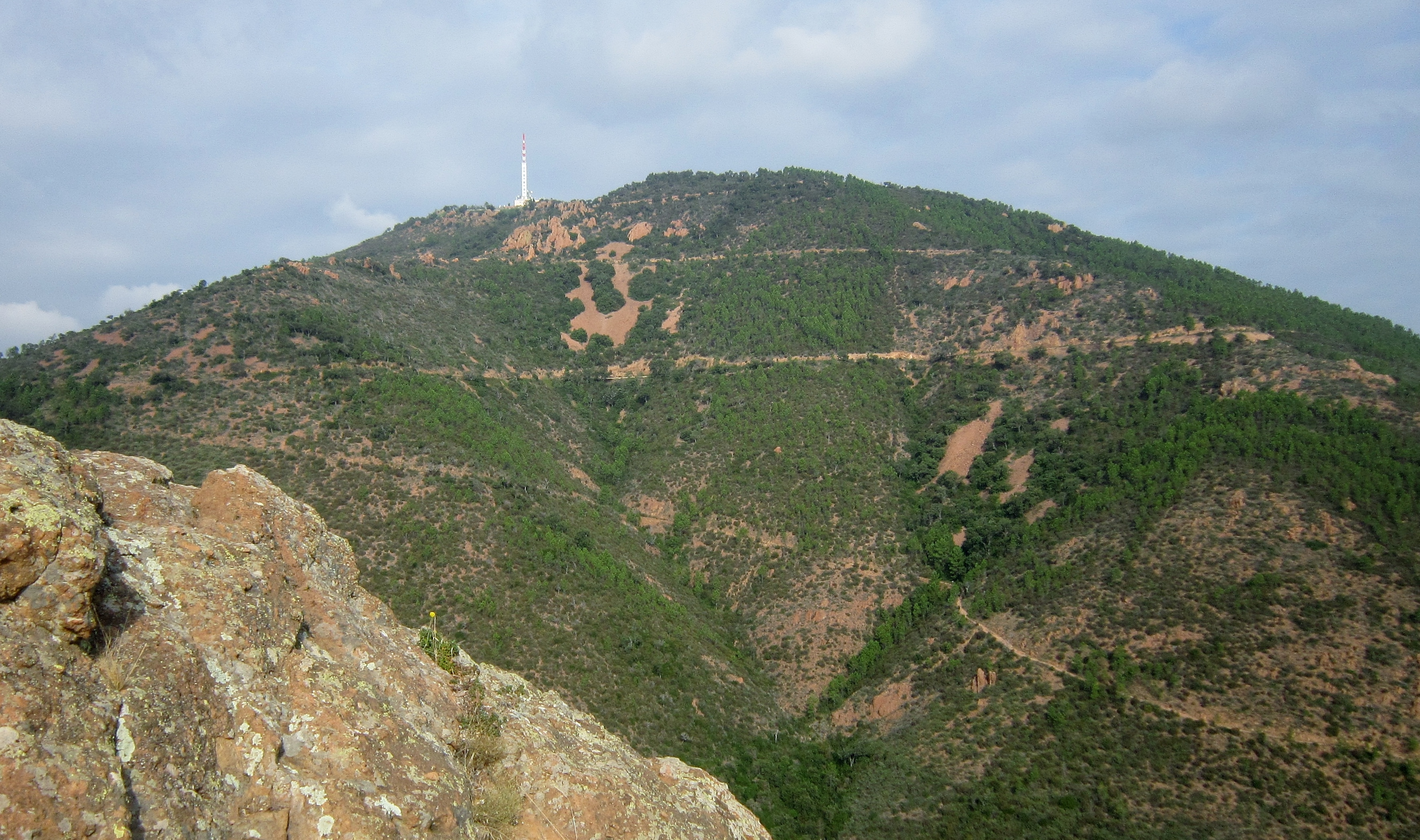
Le sommet des Grosses Grues (massif de l'Estérel).

### Sismicité
Commune située dans une zone de sismicité 1b,.

### Hydrographie et les eaux souterraines
Commune classée en loi littoral, catégorie Mer.
- Lac de Saint-Cassien.

Syndicat Intercommunal des communes alimentées par les canaux de la Siagne et du Loup.
Théoule-sur-Mer dispose d'une station d'épuration d'une capacité de 4 000 équivalent-habitants.
.

### Climat
Pour des articles plus généraux, voir Climat de Provence-Alpes-Côte d'Azur et Climat des Alpes-Maritimes.
En 2010, le climat de la commune est de type climat méditerranéen franc, selon une étude du Centre national de la recherche scientifique s'appuyant sur une série de données couvrant la période 1971-2000. En 2020, Météo-France publie une typologie des climats de la France métropolitaine dans laquelle la commune est exposée à un climat méditerranéen et est dans la région climatique  Var, Alpes-Maritimes, caractérisée par une pluviométrie abondante en automne et en hiver (250 à 300 mm en automne), un très bon ensoleillement en été (fraction d’insolation > 75 %), un hiver doux (8 °C) et peu de brouillards. 
Pour la période 1971-2000, la température annuelle moyenne est de 15,9 °C, avec une amplitude thermique annuelle de 14,7 °C. Le cumul annuel moyen de précipitations est de 926 mm, avec 7,1 jours de précipitations en janvier et 1,8 jours en juillet. Pour la période 1991-2020, la température moyenne annuelle observée sur la station météorologique de Météo-France la plus proche, « Mandelieu la Napoule », sur la commune de Mandelieu-la-Napoule à 4 km à vol d'oiseau, est de 15,7 °C et le cumul annuel moyen de précipitations est de 925,6 mm. 
La température maximale relevée sur cette station est de 39,4 °C, atteinte le 19 juillet 2023 ; la température minimale est de −4,3 °C, atteinte le 11 février 2012,,. 
Les paramètres climatiques de la commune ont été estimés pour le milieu du siècle (2041-2070) selon différents scénarios d'émission de gaz à effet de serre à partir des nouvelles projections climatiques de référence DRIAS-2020. Ils sont consultables sur un site dédié publié par Météo-France en novembre 2022.

### Voies de communications et transports

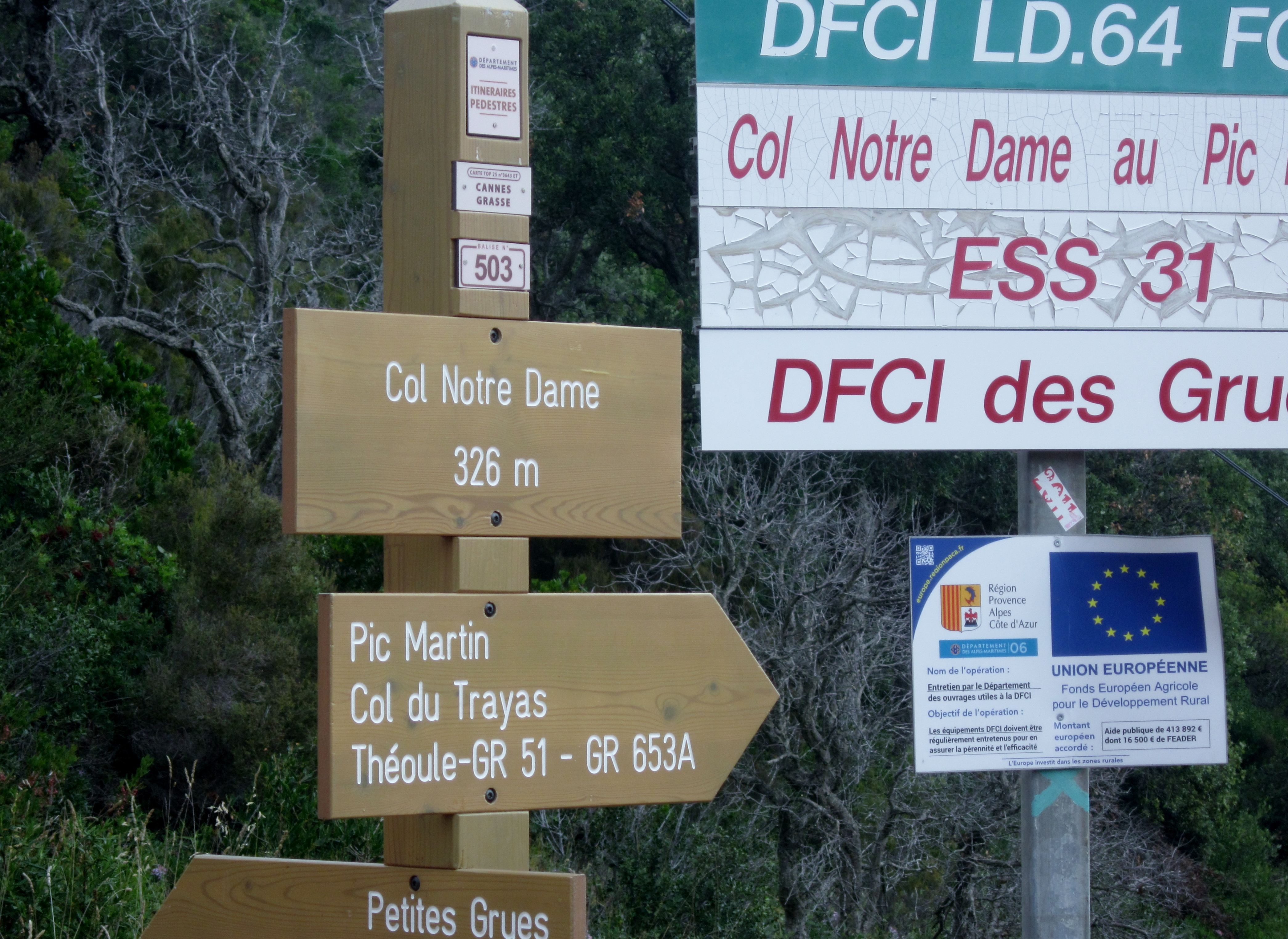
Panneaux indicateurs des sentiers de randonnée au col Notre-Dame.

Si les sentiers de randonnée sont nombreux dans la commune (surtout dans le massif de l'Estérel), il n'existe pas par contre de sentier littoral (celui-ci est presque totalement privatisé en dépit de la « loi Littoral »), sauf en de rares endroits (plage de la Petite Fontaine, plage du Suveret par exemple) et sur de courtes distances ; une « promenade de la mer » a été créée récemment au port de la Figueirette.
On peut également y venir en empruntant le GR de Chemins de Compostelle

#### Voies routières

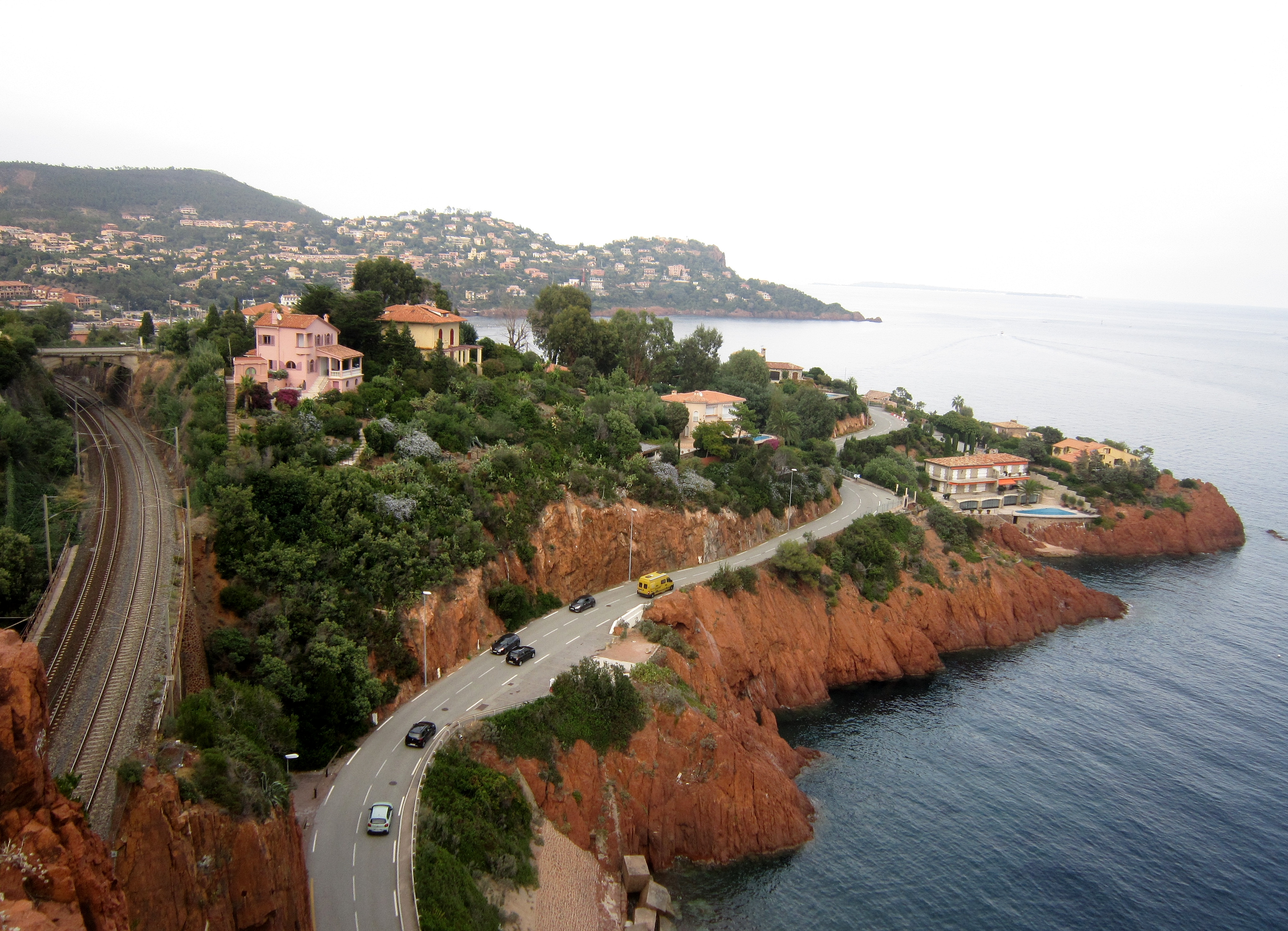
La route de la corniche d'Or et la voie ferrée vues depuis le belvédère du Trayas ; à l'arrière-plan la pointe de l'Esquillon.

La RN 98 (précédemment route nationale 559 et déclassée en RD 6098 depuis 2016), dite « route de la corniche d'Or », longe pour l'essentiel le littoral de Théoule, venant de Saint-Raphaël et se dirige vers Mandelieu-La Napoule et Cannes ; c'est aussi un tronçon de la route du bord de mer (Alpes-Maritimes). L'autoroute A8 passe un peu au nord de la commune, desservie par l'échangeur numéro 40, dit de Mandelieu.

#### Transports en commun
- Transport en Provence-Alpes-Côte d'Azur

Commune desservie par le réseau régional de transports en commun Zou !. Les collectivités territoriales ont en effet mis en œuvre un « service de transports à la demande » (TAD), réseau régional Zou !.

#### Lignes SNCF
La ligne ferroviaire de Marseille-Saint-Charles à Nice traverse la commune par une succession de viaducs, tranchées et tunnels, ne s'écartant du littoral que pour le franchissement du pédoncule de la presqu'île des pointes de l'Esquillon, de la Galère et de l'Aiguille grâce au tunnel des Saumes. La gare de Théoule et la halte ferroviaire du Trayas desservent la commune.
Cette voie ferrée a joué parfois un rôle de protection pour limiter la propagation des incendies, comme l'indique par exemple cet article de journal concernant un incendie survenu les 17 et 18 septembre 1876 : « Le promontoire de Théoule étant entouré de tous côtés par la mer, sauf à sa racine, qui est coupée par une tranchée de chemin de fer, on laisse brûler, espérant que le feu ne se communiquera pas au reste du massif [de l'Estérel]. »

#### Ports
Théoule-sur-Mer dispose de quatre ports de plaisance : la Rague (à cheval sur la commune de Mandelieu-La Napoule), du Suveret (au bourg), Port-La Galère (accès réservé aux ayants droit) et la Figueirette.

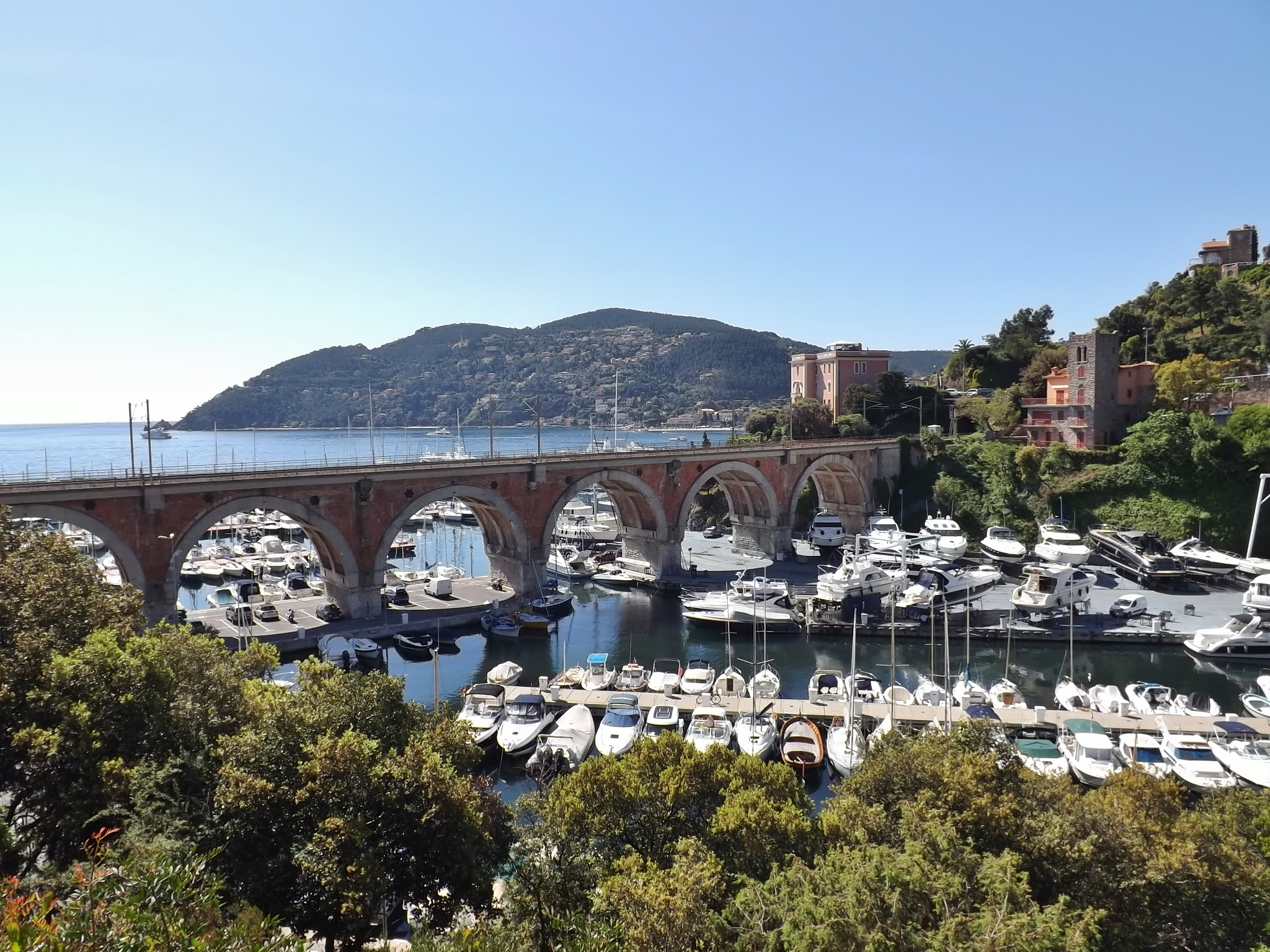
Le port de la Rague et le viaduc ferroviaire.
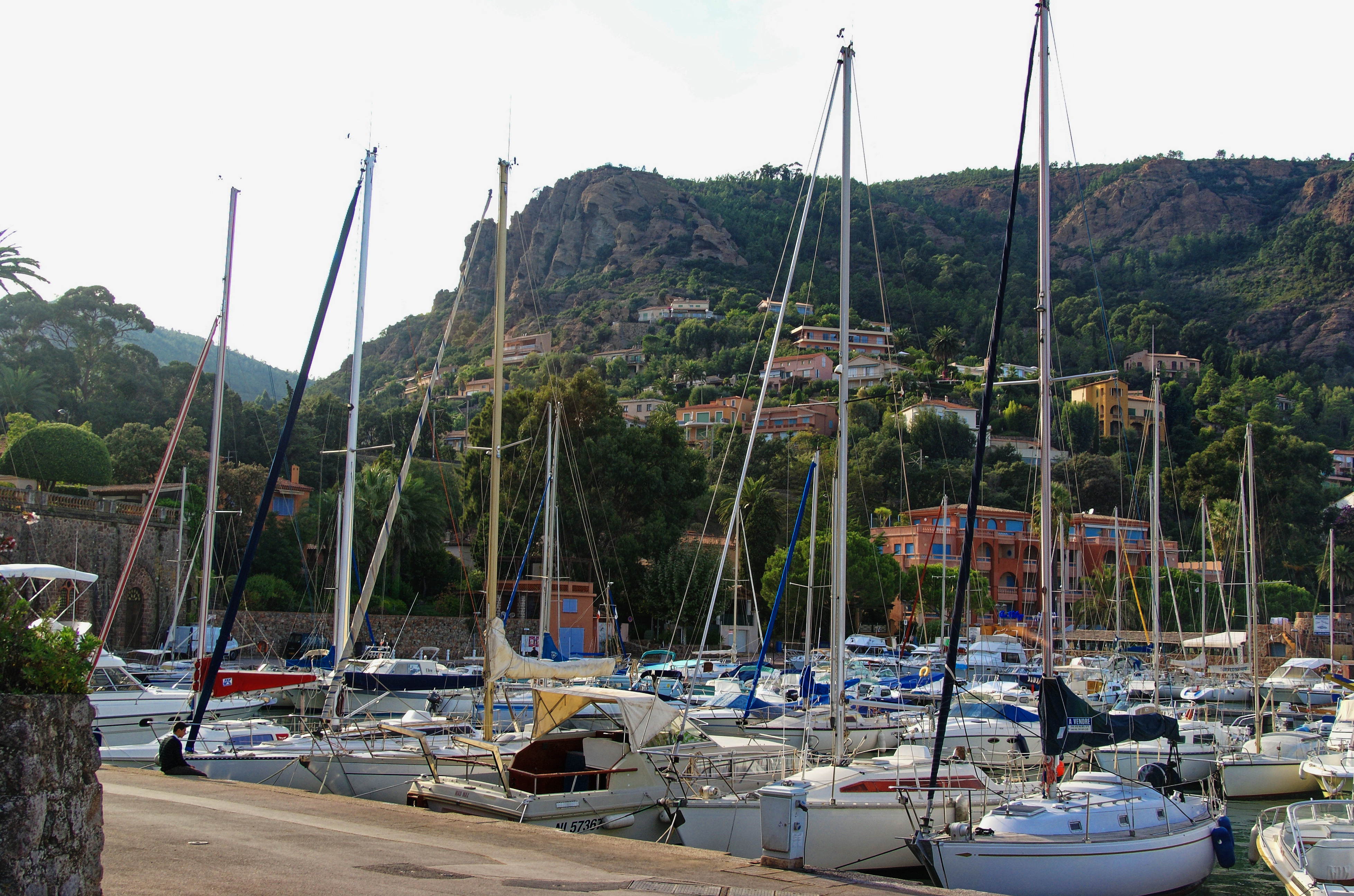
Le port de Théoule-sur-Mer.
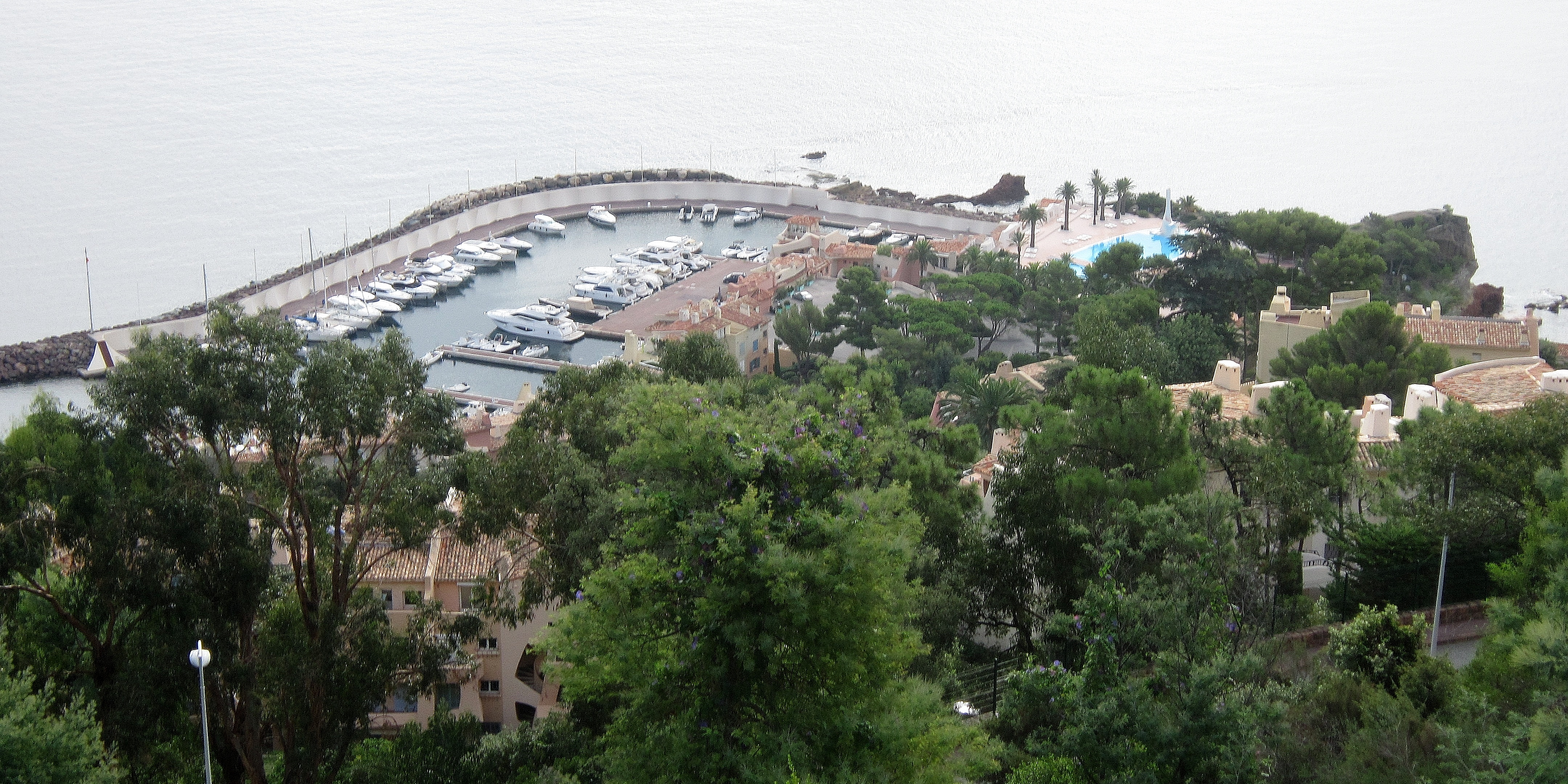
Port-la-Galère.
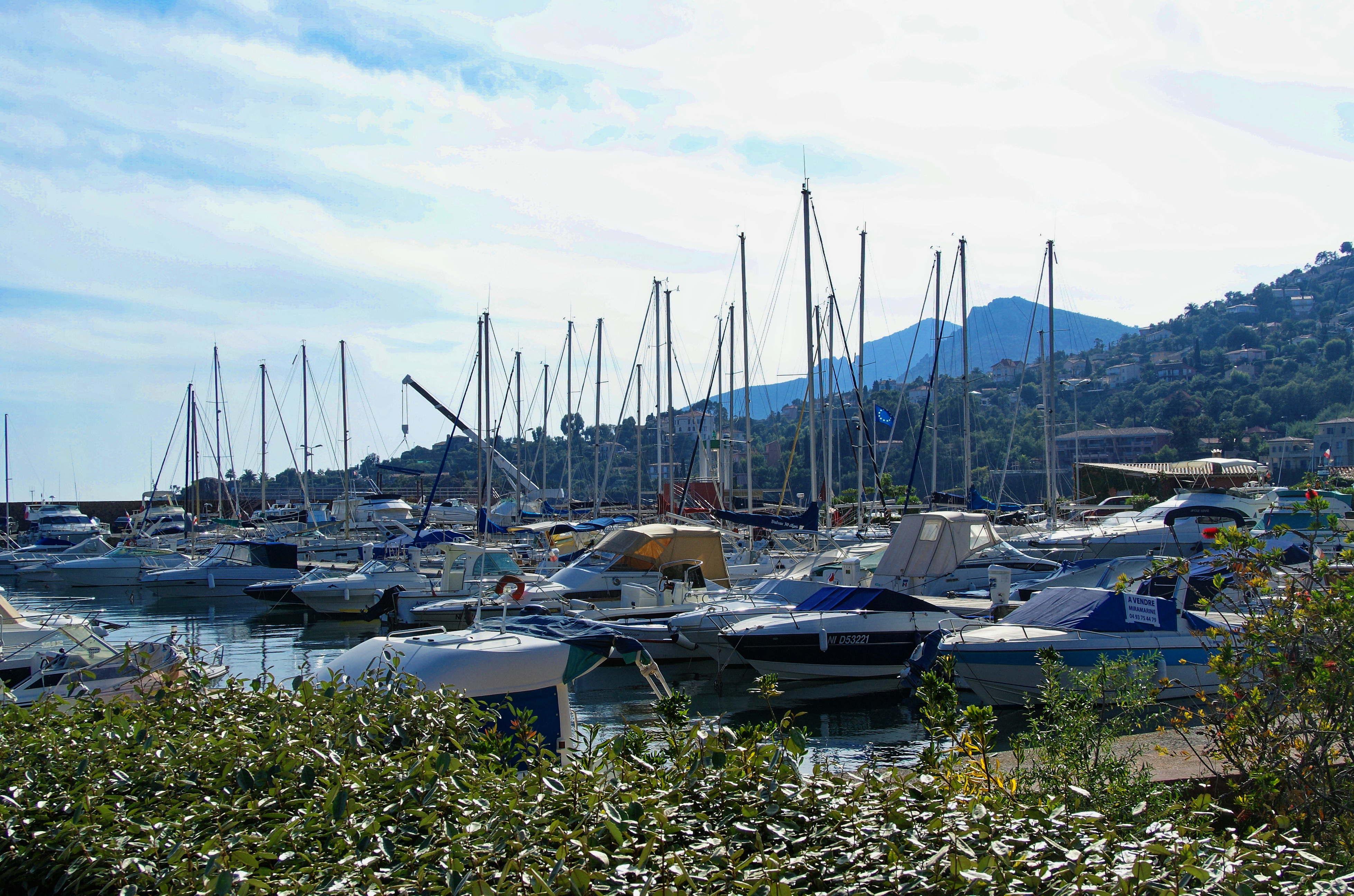
Le port de plaisance de La Figueirette.

#### Transports aériens
Les aéroports les plus proches :
- Théoule-sur-Mer est proche de Mandelieu-la-Napoule où l'on peut trouver un aérodrome.
- Aéroport de Nice-Côte d'Azur.
- Aéroport de Toulon-Hyères.

## Urbanisme

### Habitat
L'habitat se concentre exclusivement le long du littoral, l'intérieur montagneux étant inhabité ; mais, depuis le littoral souvent très escarpé, il s'est étendu le long des pentes, surtout celles bénéficiant d'une « vue sur la mer » (accessible souvent par des routes étroites, très pentues et en lacets, souvent en impasse) formant une urbanisation linéaire certes par endroits peu dense en raison de l'étendue de certaines propriétés (par exemple dans le Domaine de Théoule ou le quartier de La Californie), plus dense avec la prolifération de lotissements touristiques, notamment en arrière du Trayas, dans le quartier de Miramar ou celui de Saint-Hubert.
C'est un habitat essentiellement pavillonnaire, constitué souvent de villas cossues, voire luxueuses, avec de vastes jardins.

### Typologie
Au 1er janvier 2024, Théoule-sur-Mer est catégorisée commune rurale à habitat dispersé, selon la nouvelle grille communale de densité à 7 niveaux définie par l'Insee en 2022.
Elle appartient à l'unité urbaine de Nice, une agglomération intra-départementale dont elle est une commune de la banlieue,. Par ailleurs la commune fait partie de l'aire d'attraction de Cannes - Antibes, dont elle est une commune de la couronne,. Cette aire, qui regroupe 24 communes, est catégorisée dans les aires de 200 000 à moins de 700 000 habitants,.
La commune, bordée par la mer Méditerranée, est également une commune littorale au sens de la loi du 3 janvier 1986, dite loi littoral. Des dispositions spécifiques d’urbanisme s’y appliquent dès lors afin de préserver les espaces naturels, les sites, les paysages et l’équilibre écologique du littoral, tel le principe d'inconstructibilité, en dehors des espaces urbanisés, sur la bande littorale des 100 mètres, ou plus si le plan local d’urbanisme le prévoit.

### Occupation des sols
L'occupation des sols de la commune, telle qu'elle ressort de la base de données européenne d’occupation biophysique des sols Corine Land Cover (CLC), est marquée par l'importance des forêts et milieux semi-naturels (76,8 % en 2018), en diminution par rapport à 1990 (78,4 %). La répartition détaillée en 2018 est la suivante : 
forêts (51,1 %), milieux à végétation arbustive et/ou herbacée (25,8 %), zones urbanisées (21,8 %), eaux maritimes (1,4 %).
L'évolution de l’occupation des sols de la commune et de ses infrastructures peut être observée sur les différentes représentations cartographiques du territoire : la carte de Cassini (XVIIIe siècle), la carte d'état-major (1820-1866) et les cartes ou photos aériennes de l'IGN pour la période actuelle (1950 à aujourd'hui).

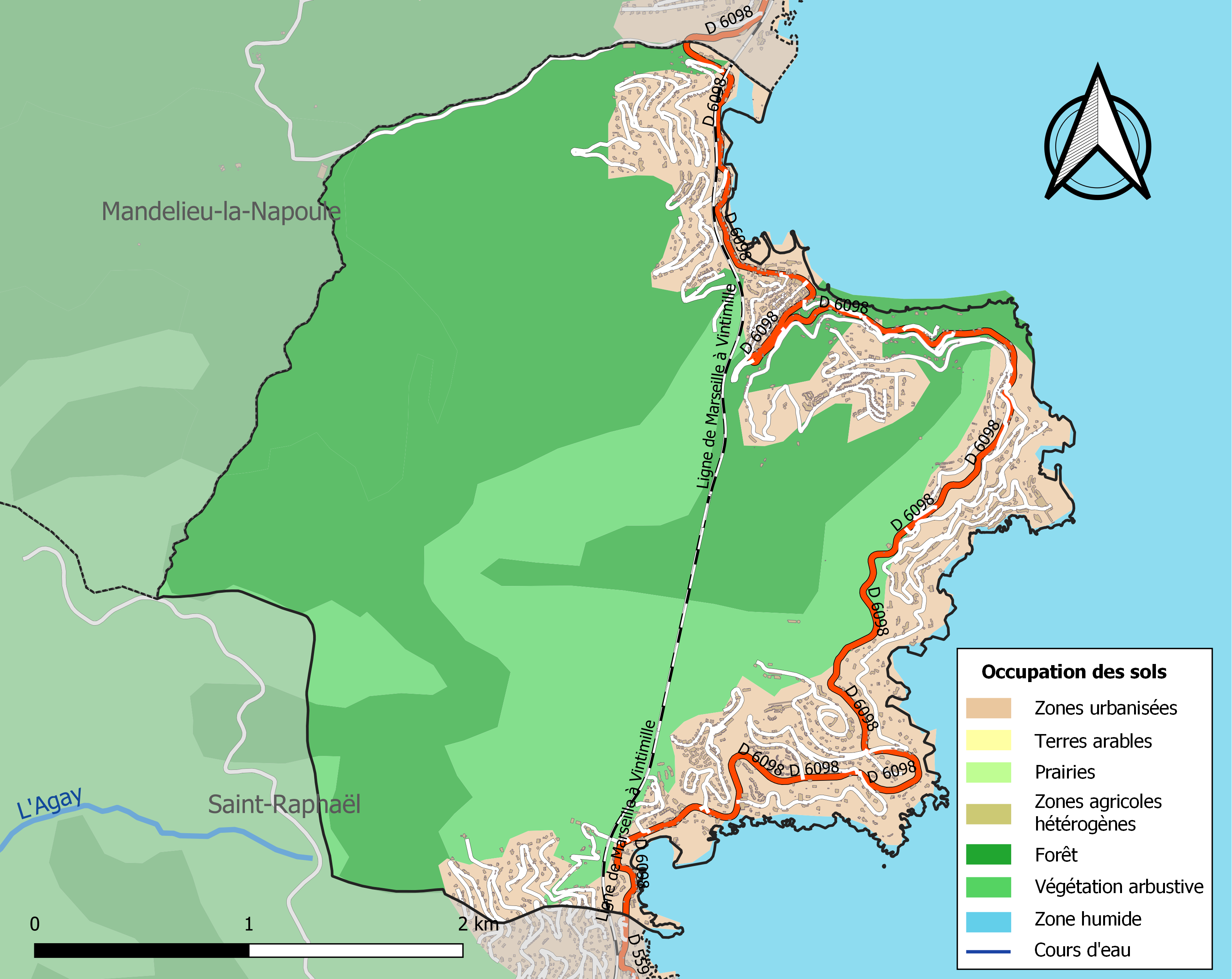
Carte de l'occupation des sols de la commune en 2018 (CLC).

## Toponymie
Il est vraisemblable que Théoule provienne du nom de la déesse de la mer ligure Telo, qui a donné de nombreux dérivés dans la région Provence-Alpes-Côte d'Azur : Le Tholonet, Toulon, Le Thoronet, la Touloubre, Tholon (site antique proche de Martigues), etc., tous lieux où l'eau est omniprésente, rivière ou mer. Les Grecs de l'Antiquité auraient installé un bâtiment de douanes à Télonium. La baie de Théoule a été dénommée dans l'Antiquité successivement Télé, Teule ou encore Telonius. Selon d'autres auteurs, le nom proviendrait de sainte Tullia, qui auraient été ensevelie sous un tertre du futur Théoule.
Le nom provençal est Tèule.
Le hameau de Miramar est un mot composé en occitan provençal désignant littéralement « vue sur la mer ». Il contient le verbe mirar (regarder avec attention, observer) et mar (mer). On retrouve le même mot avec le même sens en langue espagnole.

## Histoire

### Antiquité
Dans l'Antiquité, Théoule est un des ports les plus importants entre Toulon et Antibes. À l'origine, la localité ne compte qu'une trentaine d'habitations et abrite un port de pêche auquel on peut accéder par un petit chemin dit « Trayas ».
À partir du IVe siècle, la région dépend des moines de Lérins, qui ont fondé une abbaye sur l'île Saint-Honorat.
Saint Eucher (370 - 449) fut seigneur d'Avinionet (Avignonet) et d'Estérel ; son domaine englobant notamment la région de Mandelieu et Théoule ; il fut par la suite ermite un temps dans une grotte du Cap Roux, puis se rendit près de Saint-Honorat sur les îles de Lérins, et devint plus tard archevêque de Lyon. Une légende dit que sa fille sainte Tullia (sainte Tulle) aurait été enterrée dans un jardin du vallon de Telo à Théoule, mais aucun indice archéologique n'est venu le confirmer.

### Moyen Âge
Pendant le haut Moyen Âge, la région reste sous la prépondérance des moines de Lérins.
En 1284 l'abbaye de Lérins cède ses droits sur la région, notamment sur le domaine d'Avinionet, aux seigneurs de Villeneuve, aussi seigneurs de La Napoule ; le plus connu de ces derniers est Guillaume de Villeneuve (1335 - 1403).
Entre 1300 et 1380, la région est dévastée lors des conflits qui opposent les ducs de Savoie aux comtes de Provence. Elle l'est à nouveau en 1387 par les troupes de Raimond de Turenne, qui détruisent notamment le château, le prieuré et les habitations d'Avinionet. Guillaume de Villeneuve, époux d'Agnès de Castellane, fit reconstruire le château de la Napoule, non à l'endroit de l'ancien castrum situé à l'intérieur des terres, mais à un nouvel emplacement, en bordure de la mer sur les rochers de La Napoule.
Jusqu'au début du XVIe siècle la région est régulièrement victime de bandes de pirates (dont le célèbre Barberousse).

### Époque moderne

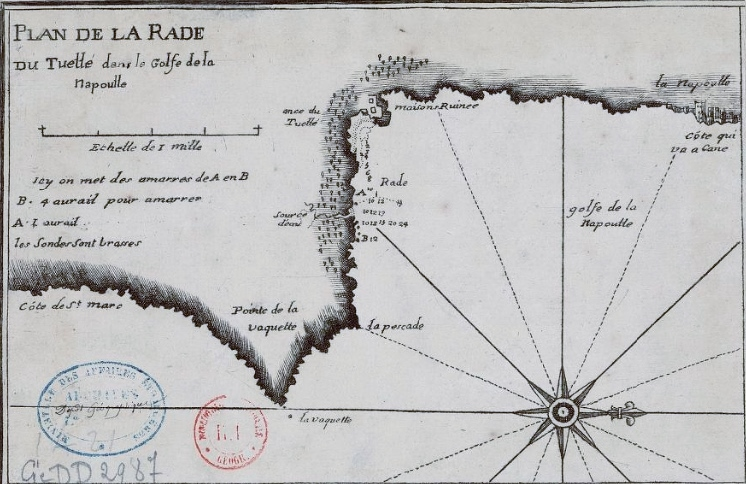
Plan de la rade de Tuellé (Théoule) dans le golfe de la Napoulle (la Napoule) datant du XVIIIe siècle.

La famille de Villeneuve furent pendant quatre siècles seigneurs de La Napoule ; en 1460 Antoine de Villeneuve fit repeupler la région désertés par une vingtaine de familles venues d'Italie ; Jean de Villeneuve, époux de Pierrette d'Oraison, s'étant converti au protestantisme, la région souffrit aussi des Guerres de Religion à la fin du XVIe siècle. Les seigneurs de Villeneuve contrôlaient aussi la pêcherie de Théoule, qui couvrait la majeure partie du golfe de La Napoule. Seul un petit sentier muletier allant jusqu'au Trayas permettait alors, depuis La Napoule, d'accéder au hameau d'une trentaine de cabanes qui se trouvait alors sur le site du futur bourg de Théoule. Les Rochers des Pendus (ou Portes des Pendus), entre Théoule et La Napoule, auraient servi de gibet pour les seigneurs de Villeneuve qui y exerçaient leurs droits de haute justice.

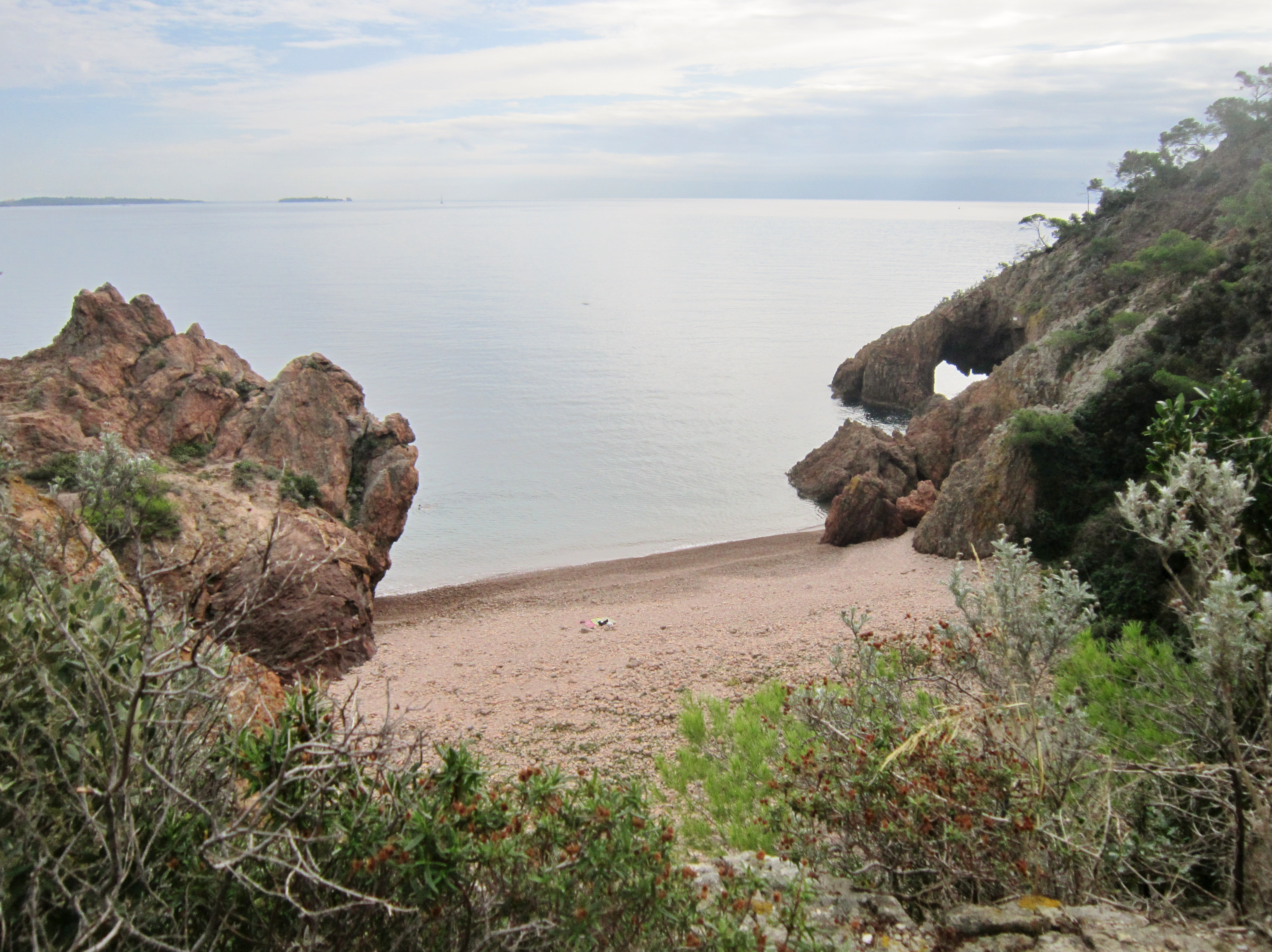
La plage, difficilement accessible, de la pointe de l'Aiguille et l'arche naturelle dite "grotte de Gardanne".

Vers 1630, en pleine guerre de Trente Ans, face aux incursions espagnoles (ceux-ci occupaient alors les îles de Lérins), une tour de défense, dite « tour Richelieu », est construite au niveau de Théoule (présente sur un dessin de Christophe Tassin daté de 1631) ; elle se situait au niveau de la propriété actuelle dite « de la Batterie ». Vers la même date, Gaspard de Villeneuve fait construire une fabrique de savon (un bâtiment de deux étages protégé par une enceinte, dénommé de nos jours « château de Théoule », et prolongé peut-être par une digue) par des Marseillais ; elle procurait environ 200 emplois.
En 1707 des troupes autrichiennes engagée par le duc de Savoie saccagent la région. En 1719 Dominique de Montgrand, seigneur de Mazade, achète la seigneurie de La Napoule (vendue par Pierre-Jean de Villeneuve, marquis de Trans et comte de Tourettes). La famille de Montgrand en reste propriétaire jusqu'à la Révolution française (aux mains de Jean-Baptiste de Montgrand jusqu'à son décès survenu le 17 octobre 1780). Un témoignage de ce dernier adressé au comte de Provence, en date du 17 mars 1759 évoque un navire corsaire anglais sorti de la calanque de la Figueirette. Gaspard de Besse, un célèbre brigand, rendait alors aussi peu sûr les chemins de l'Esterel.
L'arche naturelle située à l'ouest de la Pointe de l'Aiguille est dénommée « la Grotte de Gardanne » en souvenir d'un célèbre contrebandier dénommé Gardanne, qui s'y était réfugié à la fin du XVIIIe siècle.

### Révolution française
Joseph Jean-Baptiste de Montgrand fut le dernier seigneur de La Napoule. Son fils Jean-Baptiste Jacques de Montgrand, alors mineur, émigre à Vérone ; le château est abandonné et pillé. Le domaine de La Napoule est vendu comme bien national et acheté par Joseph Caudemon le 28 germinal an II (17 avril 1794). En 1815, le marquis de Montgrand (qui fut maire de Marseille entre 1813 et 1830) racheta les terres et se fit restituer le château.

### LeXIXesiècle
En 1851 le hameau de Théoule, qui dépend administrativement de la commune de La Napoule, ne compte que sept ménages et 23 habitants. En 1860 la région, qui faisait partie depuis la Révolution française du département du Var, est transférée dans le nouveau département des Alpes-Maritimes, créé en raison de l'annexion par la France du comté de Nice.

#### La construction de la voie ferrée

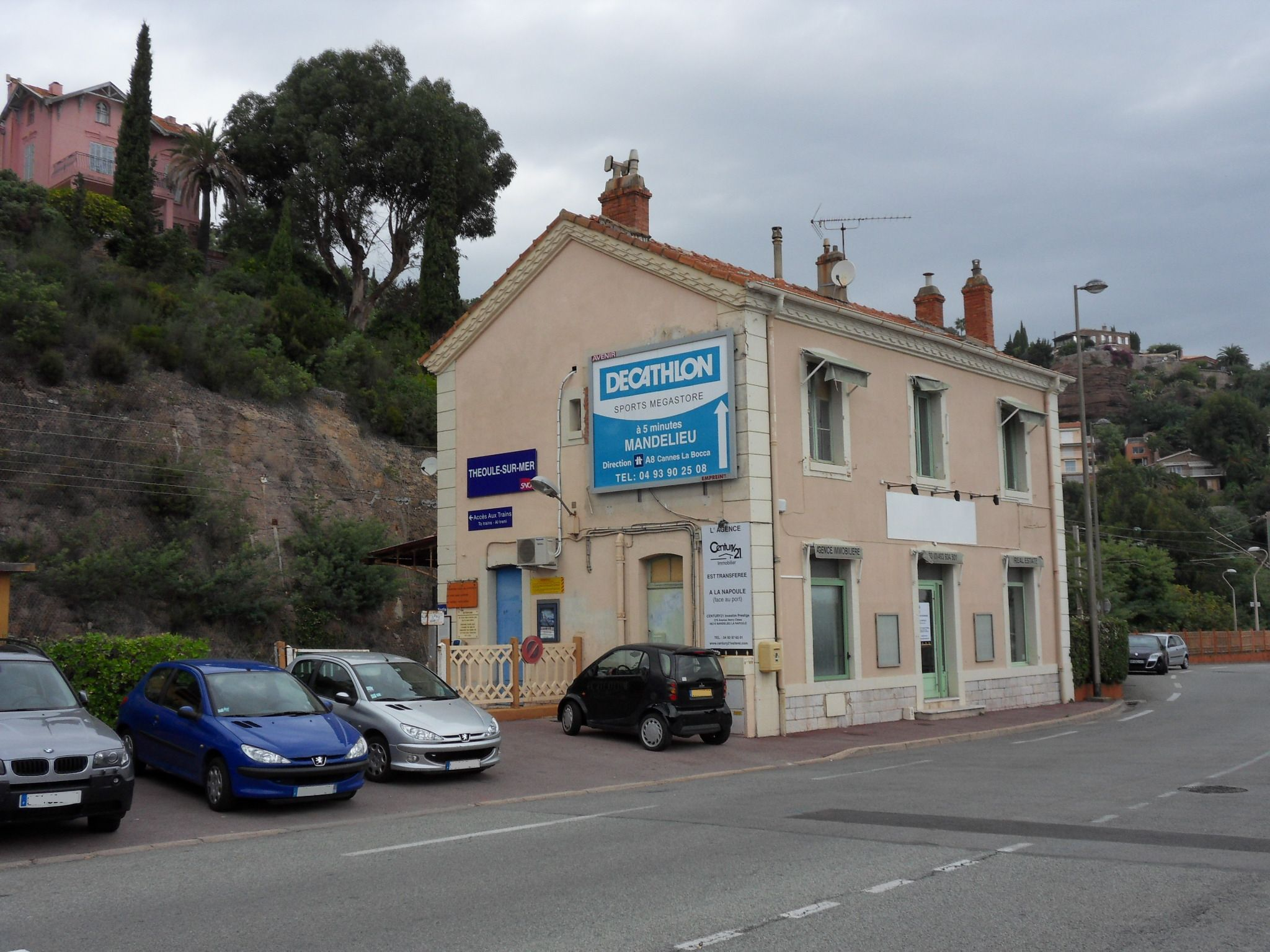
La gare de Théoule-sur-Mer.
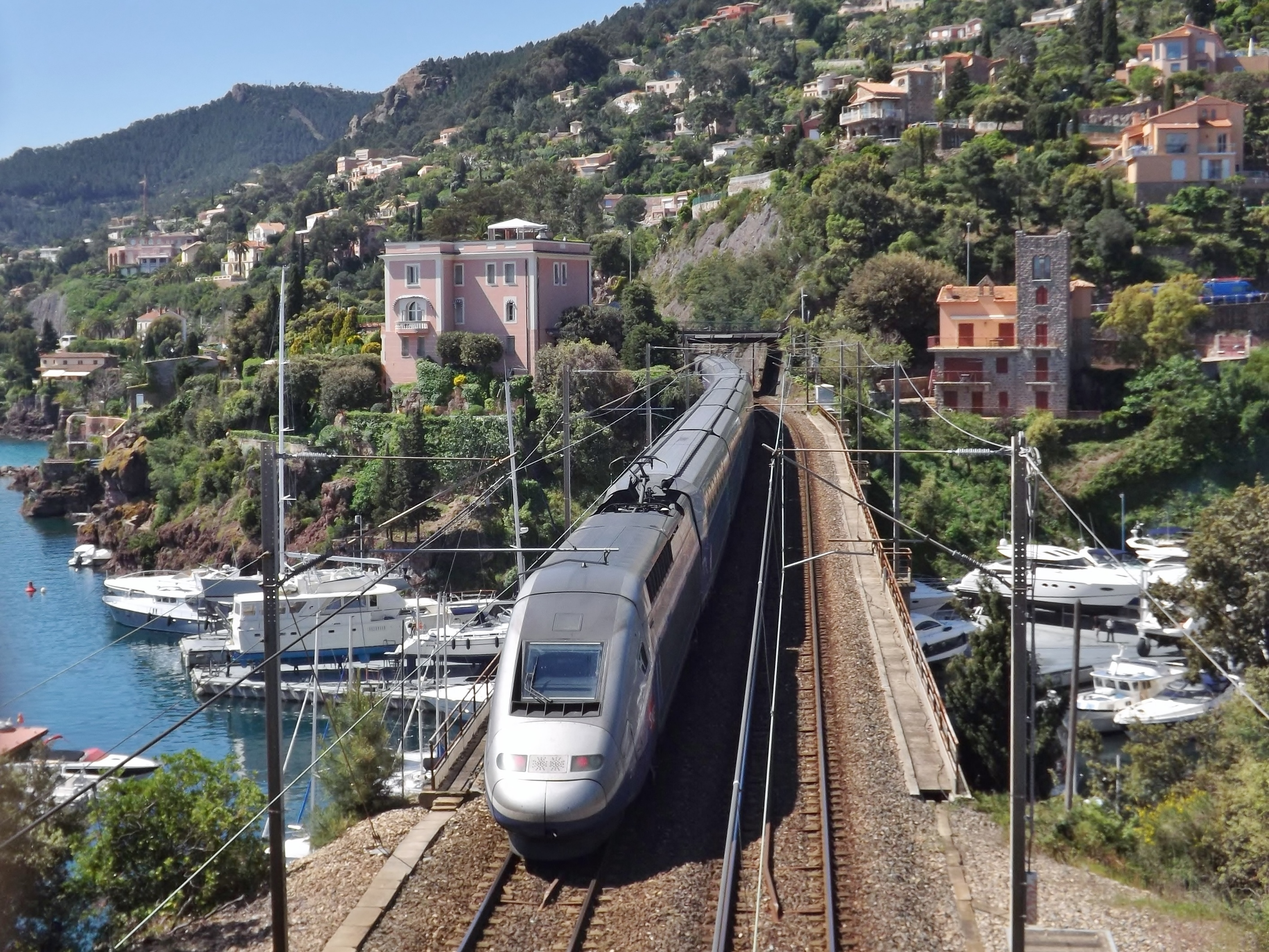
Un TGV traversant le viaduc de la Rague.
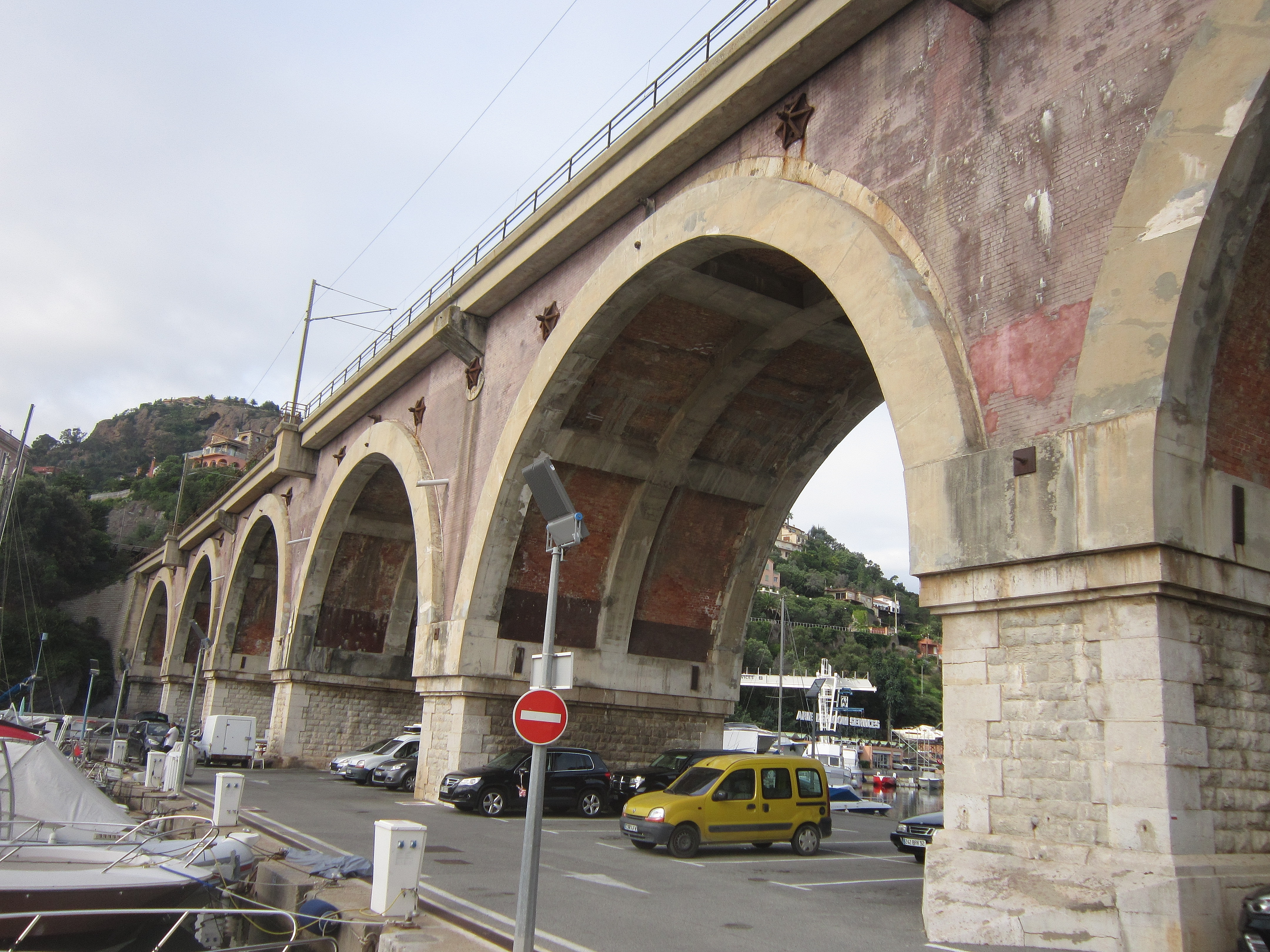
Le viaduc ferroviaire de la Rague.
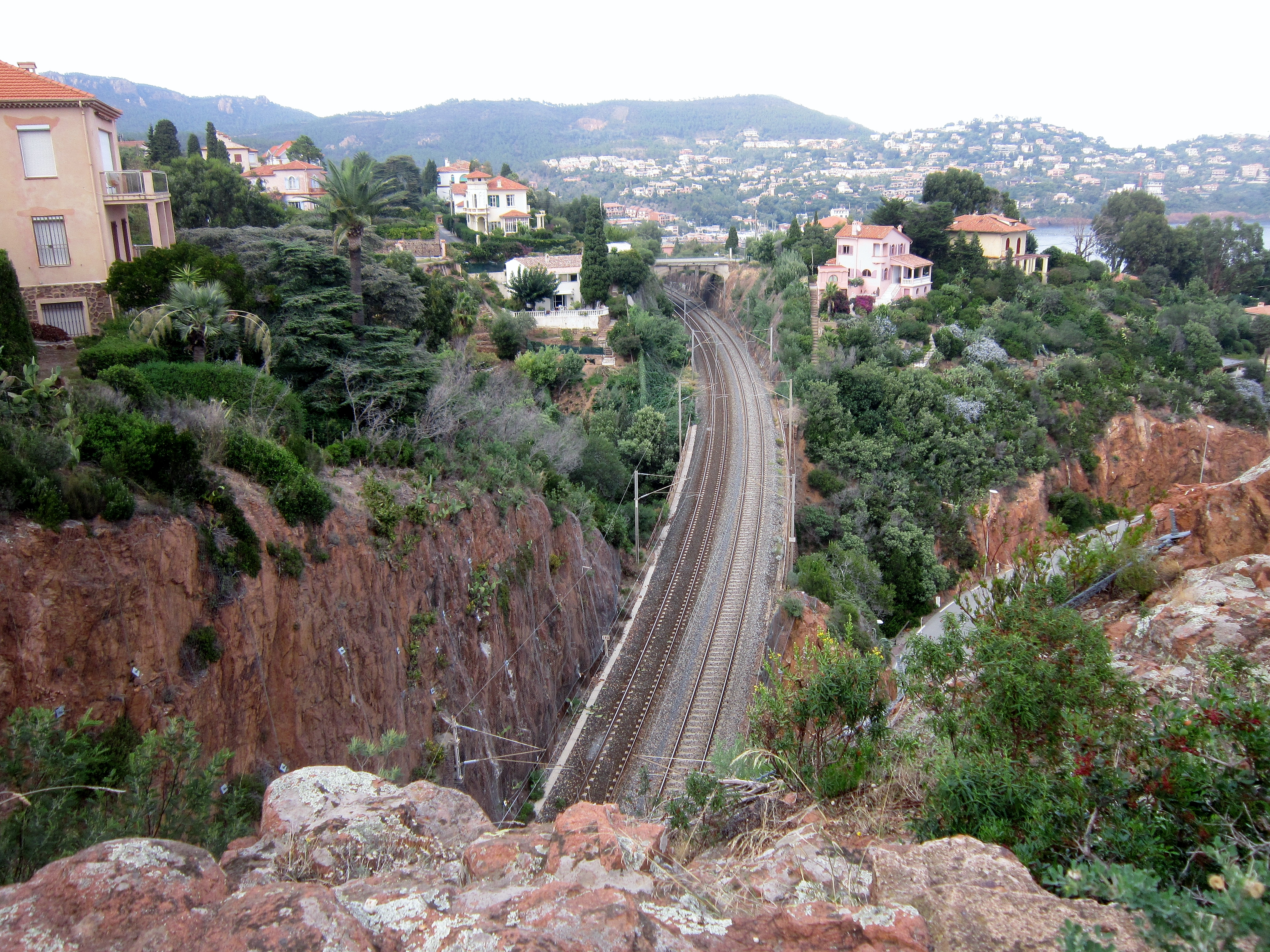
La voie ferrée vue depuis le belvédère du Trayas.

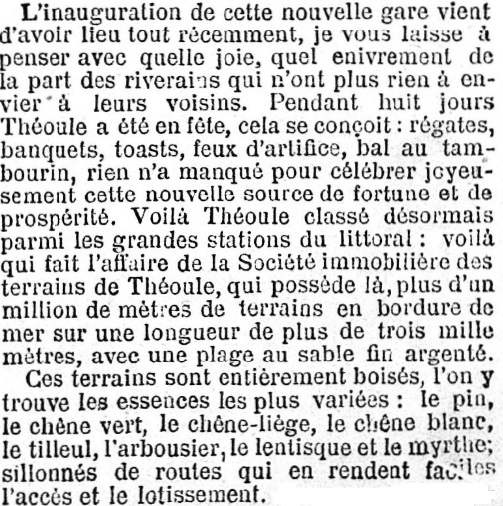
L'inauguration de la gare de Théoule (journal Le Figaro du 12 septembre 1883).

Un décret du 22 août 1860 concède à la compagnie PLM la construction de la voie ferrée allant de Marseille à la frontière italienne.
Le tronçon Les Arcs - Cannes, qui longe la mer afin de contourner par le sud le massif de l'Estérel, est mis en service le 10 août 1863, mais la gare de Théoule n'est construite qu'en 1883 (le conseil municipal de Mandelieu proteste contre le choix de Théoule, préféré à La Napoule, pour l'emplacement de la gare, en raison de l'influence de personnalités comme Paul Perron, propriétaire du château de la Galère).

#### Les débuts du tourisme de villégiature

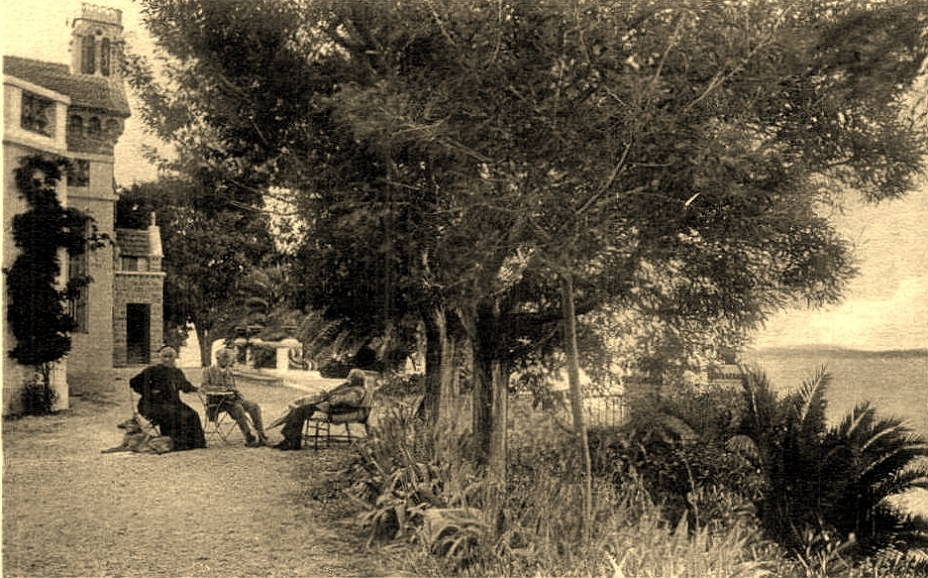
La villa Saint-Camille vers 1900 (carte postale).

En 1864, Louis Frémy, un ami de l'impératrice Eugénie, inspecteur général des Chemins de fer, achète le domaine de Maurevieille (vaste de plusieurs centaines d'hectares, allant de La Napoule jusqu'à la Figueirette et englobant Théoule) aux descendants de Joseph Caudemon. En 1888, faisant face à des difficultés financières, Louis Frémy lotit sa vaste propriété et la plupart des lots sont achetés par des bourgeois lyonnais qui y construisent de somptueuses résidences secondaires ; parmi eux notamment Paul Pierron, qui achète près de 200 hectares aux alentours de la Pointe de la Galère et fait construire le château de la Galère ; Philippe Verzier, qui achète la propriété du « Belvédère ».
La famille Pierron fit don d'un terrain à la Congrégation de Saint-Camille de Lélis, qui y construisit une maison de convalescence ainsi qu'une chapelle.
En 1898 est créé un syndicat de propriétaires du quartier de Théoule, qui déplore l'isolement de la localité et le peu d'attention que lui porte la municipalité de Mandelieu ; André Capron, Louis Hourlier, Auguste Ferrouillat, Jousseaud de la Lateulière et Charles Dahon en furent successivement présidents.
Des parfumeurs de Grasse, notamment les familles Fragonard et Fanton d'Andon, firent aussi l'acquisition de villas luxueuses au début du XXe siècle.

### LeXXesiècle

#### La Belle Époque
Théoule faisait partie de la commune de Mandelieu. Abel Ballif, président du Touring club de France, qui avait fait construire à Théoule la villa Sainte-Luce, est à l'origine de la construction de la route de la Corniche d'Or, nom donné à la route qui longe la côte à cet endroit, et qui est prolongée jusqu'à Cannes en 1905. Cette route devint en 1935 la RN 98.
Le Trayas (à cheval sur Théoule et Saint-Raphaël) connaît à son tour un essor de fréquentation touristique, notamment à partir de la construction en 1906 de l'Estérel-Grand-Hôtel, d'une capacité d'accueil de 150 lits.

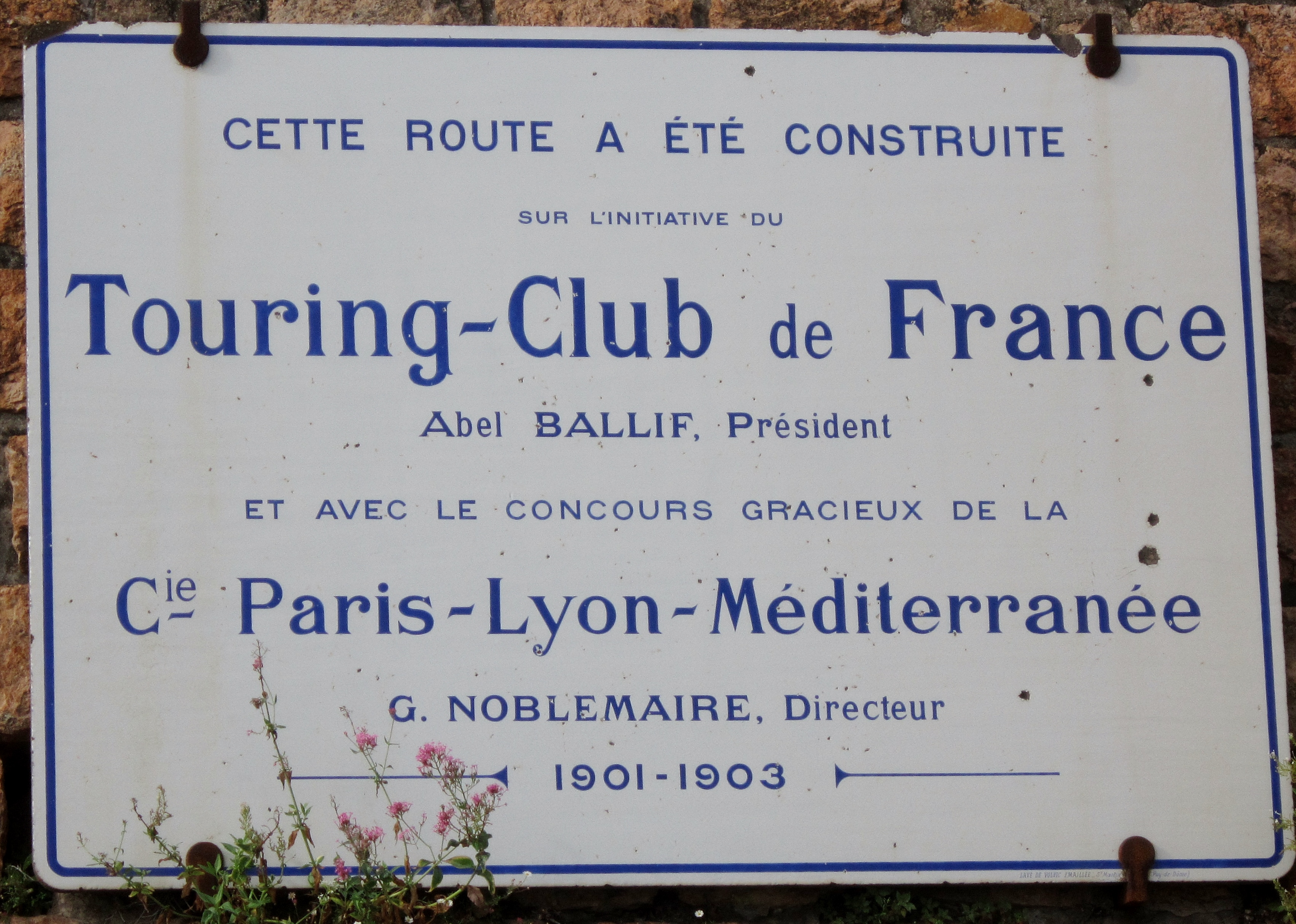
Plaque commémorative de la construction de la route de la Corniche d'Or.
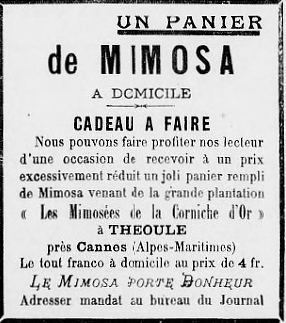
Publicité en faveur du mimosa provenant d'une plantation située à Théoule (1907).

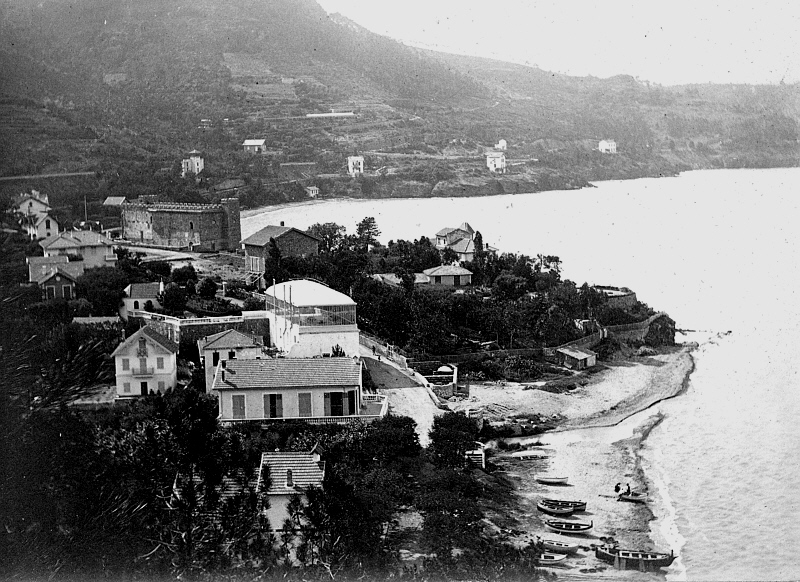
Vue générale du village de Théoule en 1903.
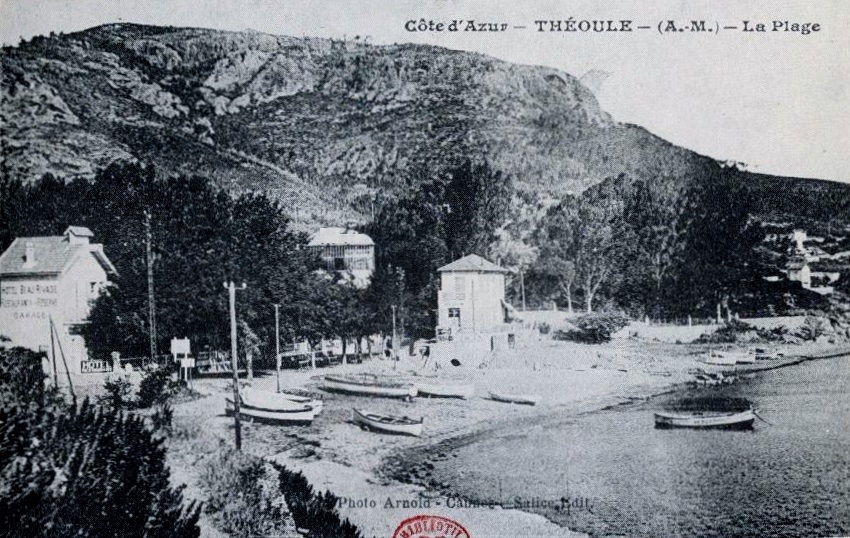
La plage de Théoule vers 1900 (carte postale).
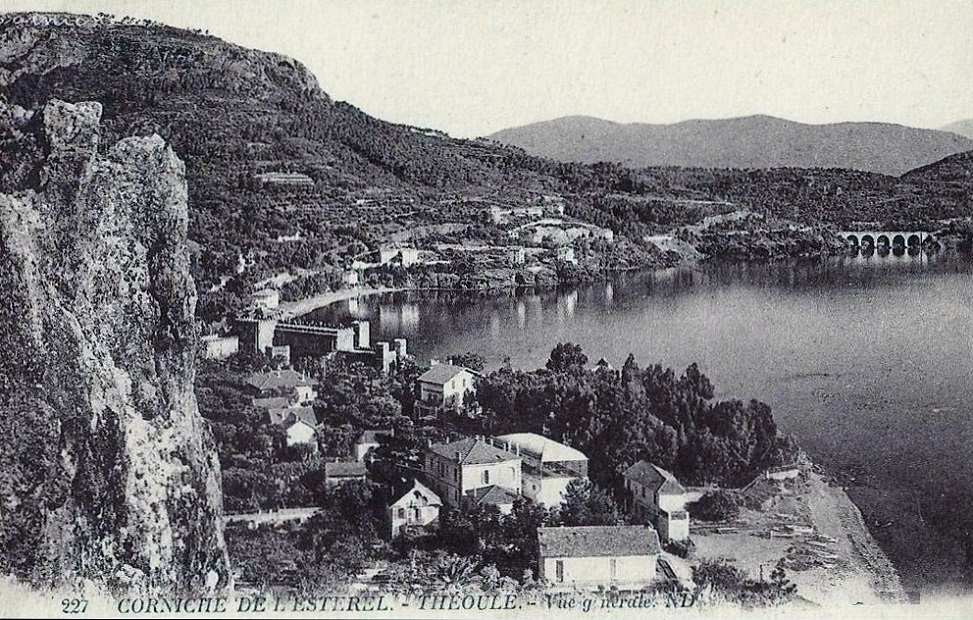
Théoule vers 1910 (carte postale ND Photo).
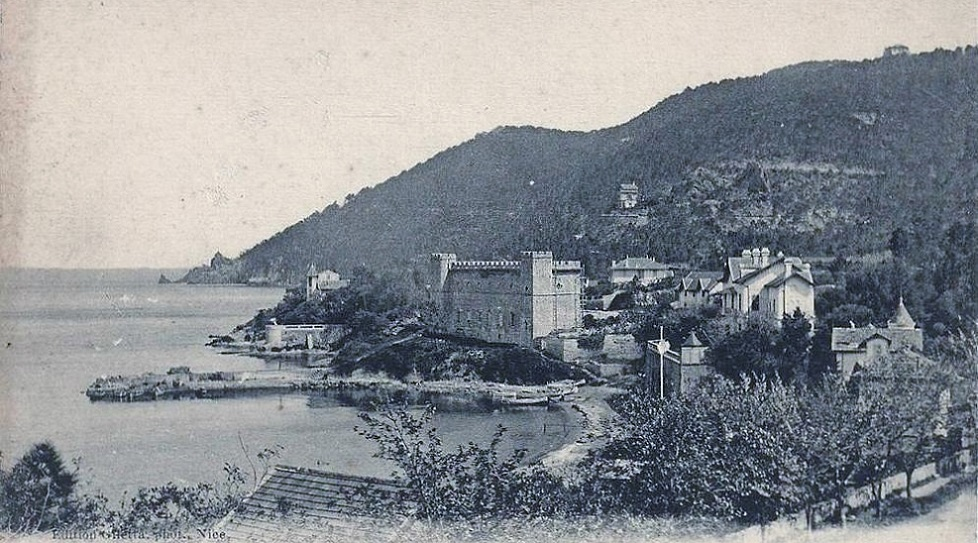
Théoule vers 1910 (carte postale Giletta).

Des notabilités comme Henry Deutsch de la Meurthe, le général Paul Goudine Levkovitsch, le baron Albert de l'Espée, Léon Montier, Eugène de Quay, etc. habitèrent à Théoule. Un certain nombre de familles italiennes s'installèrent à Théoule  vers la fin du XIXe siècle et au début du XXe siècle, le plus souvent celles d'hommes employés dans les travaux de construction du chemin de fer, puis de la route de la corniche d'Or.
L'ancienne savonnerie de Théoule, transformée en château par Auguste Ferrouillat, fut vendue en 1913 à Harry Crawford Leland de Langley, un aristocrate écossais, qui acheva les travaux.
Le mimosa, arbre emblématique de Théoule, a été importé d'Australie à la fin du XIXe siècle. Dès le début du XXe siècle, Théoule abrite l’une des plus grandes cultures de mimosa de Provence, comptant plus de 4000 arbres.

#### La Première Guerre mondiale

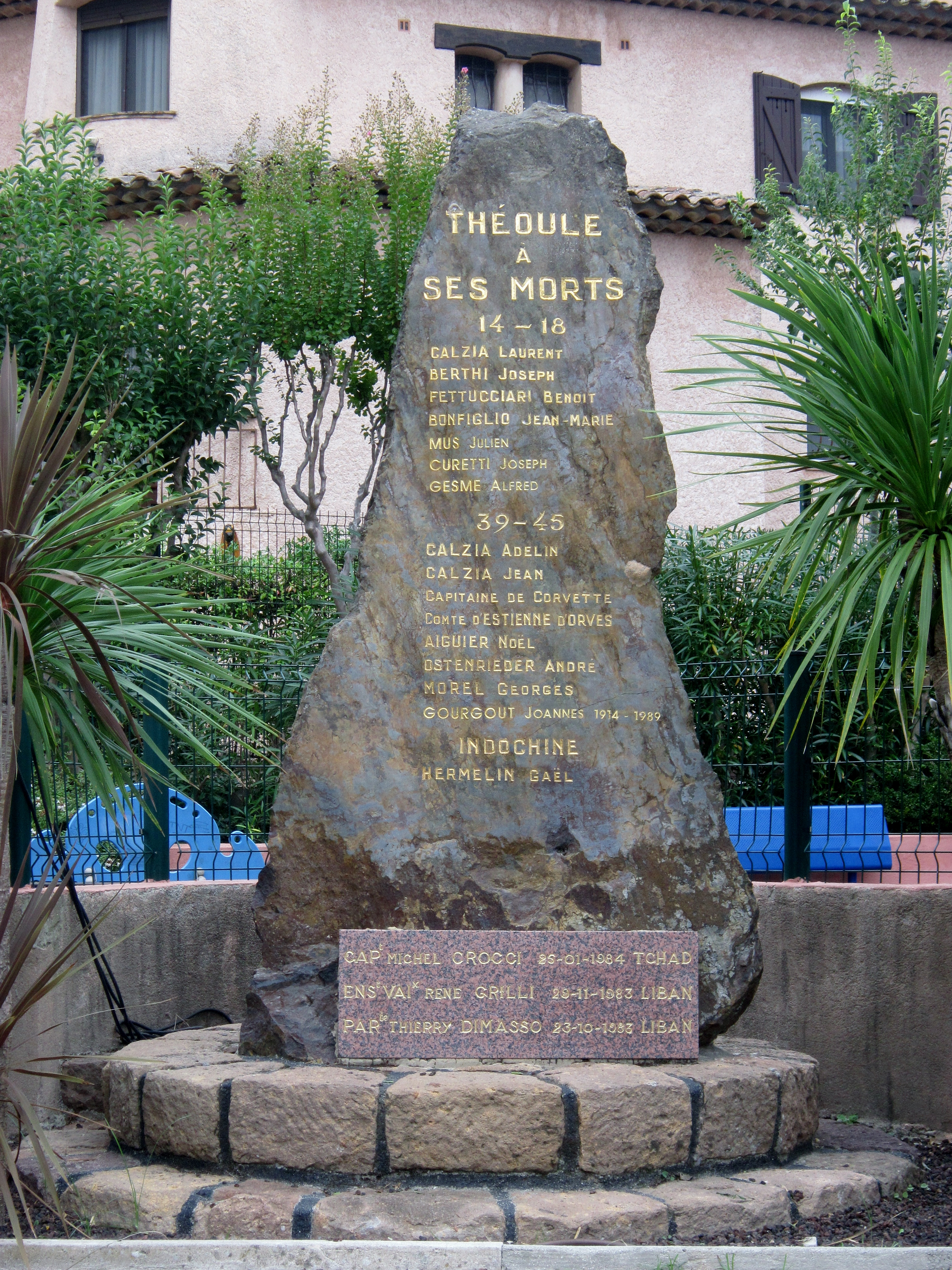
Le monument aux morts.

Le monument aux morts de Théoule-sur-Mer porte les noms de 4 soldats (Joseph Berthi, Jean Marie Bonfiglio, Laurent Calzia, Benoît Fettuciari) morts pour la France pendant la Première Guerre mondiale.

#### L'entre-deux-guerres
Si le bureau de poste ouvre en 1913 et la gendarmerie en 1914, la création de la paroisse, puis de la commune, de Théoule sont plus tardives : l'église Sainte-Germaine est inaugurée le 14 septembre 1927 par l'évêque de Nice, Mgr Ricard, qui lui attribua le patronage de sainte Germaine de Pibrac en référence à la donatrice du terrain sur laquelle elle fut construite, Germaine Schlesinger.
Le château de la Galère est racheté en 1922 par Francis Perret (un menuisier lyonnais enrichi pendant la Première Guerre mondiale par la construction de cercueils pour l'armée française) ; le château fut alors fréquenté par des aviateurs célèbres comme Jean Mermoz, Maryse Bastié, Hélène Boucher, Henri Guillaumet, ainsi que par des cinéastes, écrivains et artistes réputés. Pendant la décennie 1950 des réceptions liées au Festival de Cannes y furent organisées.
En 1925 l'architecte Barry Dierks fait construire la villa Le Trident, un édifice moderniste, à la pointe de l'Esquillon,.
La volonté de créer une commune indépendante à Théoule est critiquée par certains, comme l'illustre cet extrait d'un article du journal Comœdia datant de 1927 :

« Tous les familiers de l'Estérel connaissent, aiment, Théoule. La beauté vaut ici par la simplicité. Humble, minuscule, le hameau de Théoule est l'oasis où trouver une paix parfaite. (...) Un hameau ? Telle est la question. (...) [Un « syndicat des propriétaires de Théoule » a émis le vœu que ce hameau soit érigé en commune. (...) La limite du quartier de Théoule est en effet à presque 15 kilomètres de la mairie de Mandelieu, ce qui rend difficile les communications entre les habitants et les services municipaux. D'autre part Théoule connaît, par sa situation incomparable, la faveur toute particulière des estivants et des hivernants. (...) Les braves gens de Théoule n'ont pas trop de larmes pour déplorer d'avoir un hameau et non une commune ! (...) Théoule constituera, dans un avenir prochain, (...) une agglomération importante. Une agglomération faite de qui et de quoi? Anglais goguenards, Américains amoureux de champagne, palaces aussi luxueux que laids, villas genre normand ou breton ... (...) Les habitants de Théoule n'ont rien à gagner à devenir, de hameau, une commune, moins encre à étendre une agglomération jusqu’ici limitée à cette poignée de toits rouges (...). »

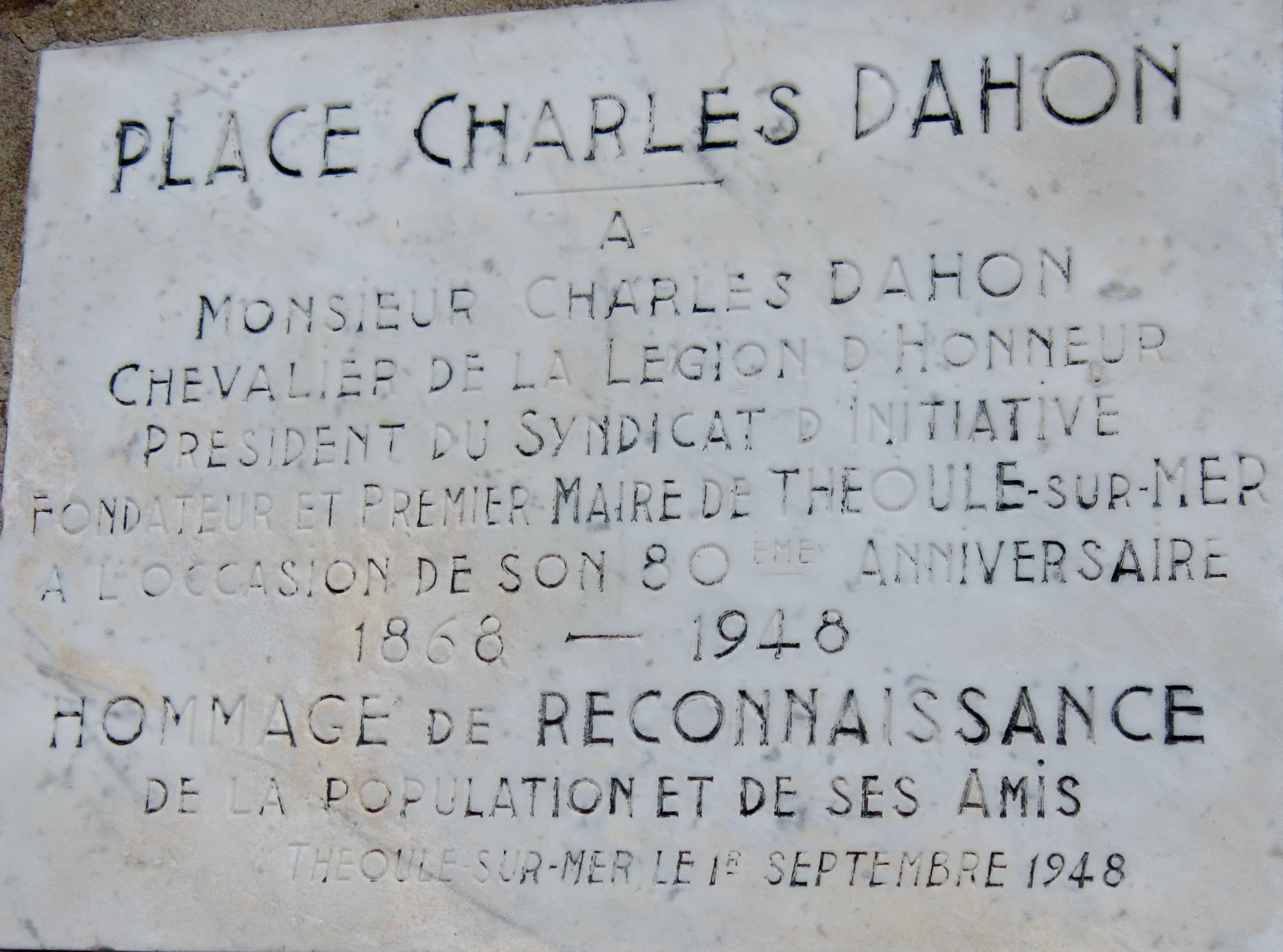
Plaque commémorative en l'honneur de Charles Dahon (elle se trouve sur la place Charles Dahon).

Le 24 mars 1929, Théoule devient une commune (« les hameaux de Théoule, la Galère et la Figueirette sont distraits de la commune de Mandelieu et érigés en commune sous le nom de Théoule-sur-Mer ») grâce à Charles Dahon, qui en fut le premier maire, et l'année suivante la municipalité fait l'acquisition de la villa Jeanne pour y aménager la mairie.
À partir de 1934, les travaux d'électricité et d'eau sont entrepris, cependant que la route nationale est élargie en 1938 pour permettre d'améliorer la circulation.
Il fallut attendre 1936 pour que soit enfin construite une école communale publique (une école privée catholique existait dès le dernières décennies du XIXe siècle, construite sur un terrain donné par la famille Pierron) et 1937 pour que soit créé un cimetière communal.
L'architecte Barry Dierks qui fait construire, le chanteur Jean Sablon et sa sœur Germaine Sablon figurent parmi les notabilités qui fréquentèrent Théoule pendant cette période.
En septembre 1936, un violent incendie ravagea la forêt du massif de l'Esterel, notamment entre Théoule et Le Trayas, menaçant de nombreuses villas qui durent être momentanément évacuées.

#### La Seconde Guerre mondiale
Pendant la Seconde Guerre mondiale, Théoule est occupé par les troupes italiennes à partir de novembre 1942 (leur commandement s'installe au château de Théoule), puis par l'armée allemande à partir de septembre 1943.

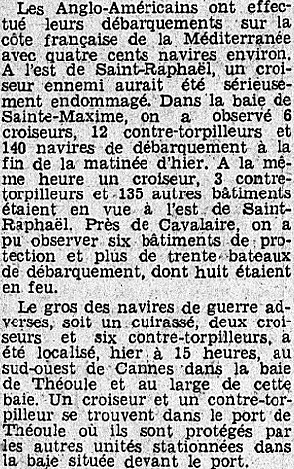
Le débarquement du 16 août 1944 raconté par le journal Le Matin (alors journal collaborateur des Allemands).

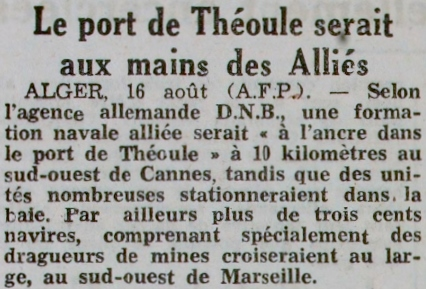
L'annonce du débarquement de Provence et de la présence de navires alliés dans la baie de Théoule (journal Le Petit Marocain du 17 août 1944).

Une partie de la population est évacuée le 28 février 1944 car les occupants allemands craignent une opération des Alliés.
Des bombardements visant les blockhaus allemands (une vingtaine avaient été construits entre la Rague et le Trayas) commencèrent en avril 1944 et détruisirent nombre de maisons et villas (car ils manquaient souvent leurs cibles) ainsi que les viaducs ferroviaires d'Anthéor (en Saint-Raphaël) et de la Rague. L'hôtel "Beau-Rivage" est détruit par un bombardement allié le 14 juillet 1944.
Le 15 août 1944, dans le cadre du Débarquement de Provence, une unité du Groupe Naval d'Assaut, venue de Corse et dirigée par le capitaine de frégate Seriot, accoste dans une crique de la pointe de l'Esquillon, l'anse des Deux-Frères, mais ce fut un échec qui fit 11 morts et 19 blessés graves, le lieu ayant été miné par les Allemands qui, de plus, étaient là en embuscade.
Ce furent les forces alliées débarquées au Dramont (le 141e régiment d'infanterie américaine, qui comptait dans ses rangs le capitaine René Delbos de la Première division française libre) qui libérèrent Théoule ; le château de Théoule fut en partie détruit lors des combats.
Le général De Gaulle vint le 17 septembre 1948 à Théoule rendre hommage aux marins du Groupe naval d'Assaut. Des cérémonies sont organisées tous les ans à Théoule pour commémorer le débarquement du 16 août 1944, avec la participation d'un bateau de guerre américain.

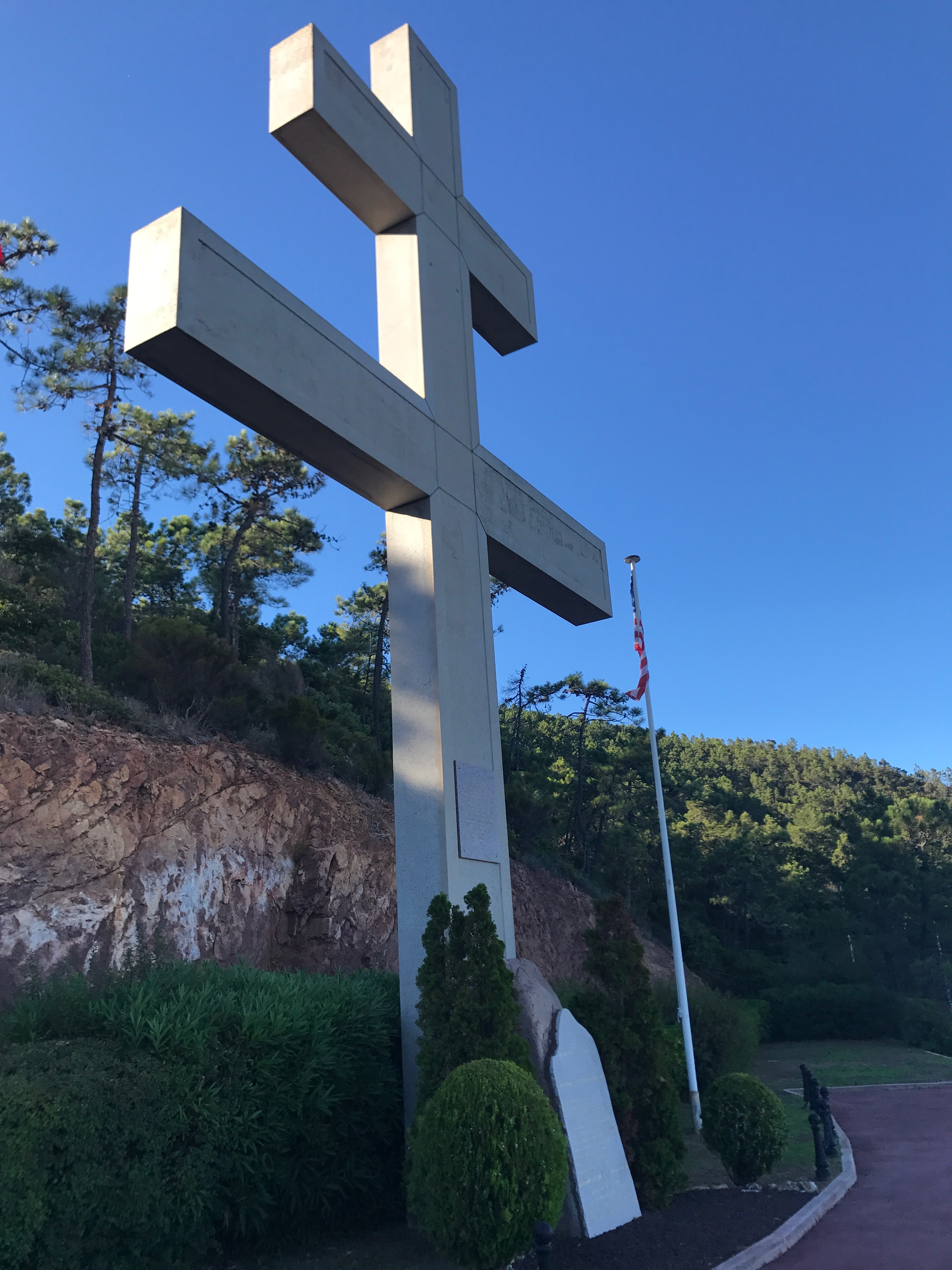
La Croix de Lorraine érigée en souvenir du débarquement du 16 août 1944.
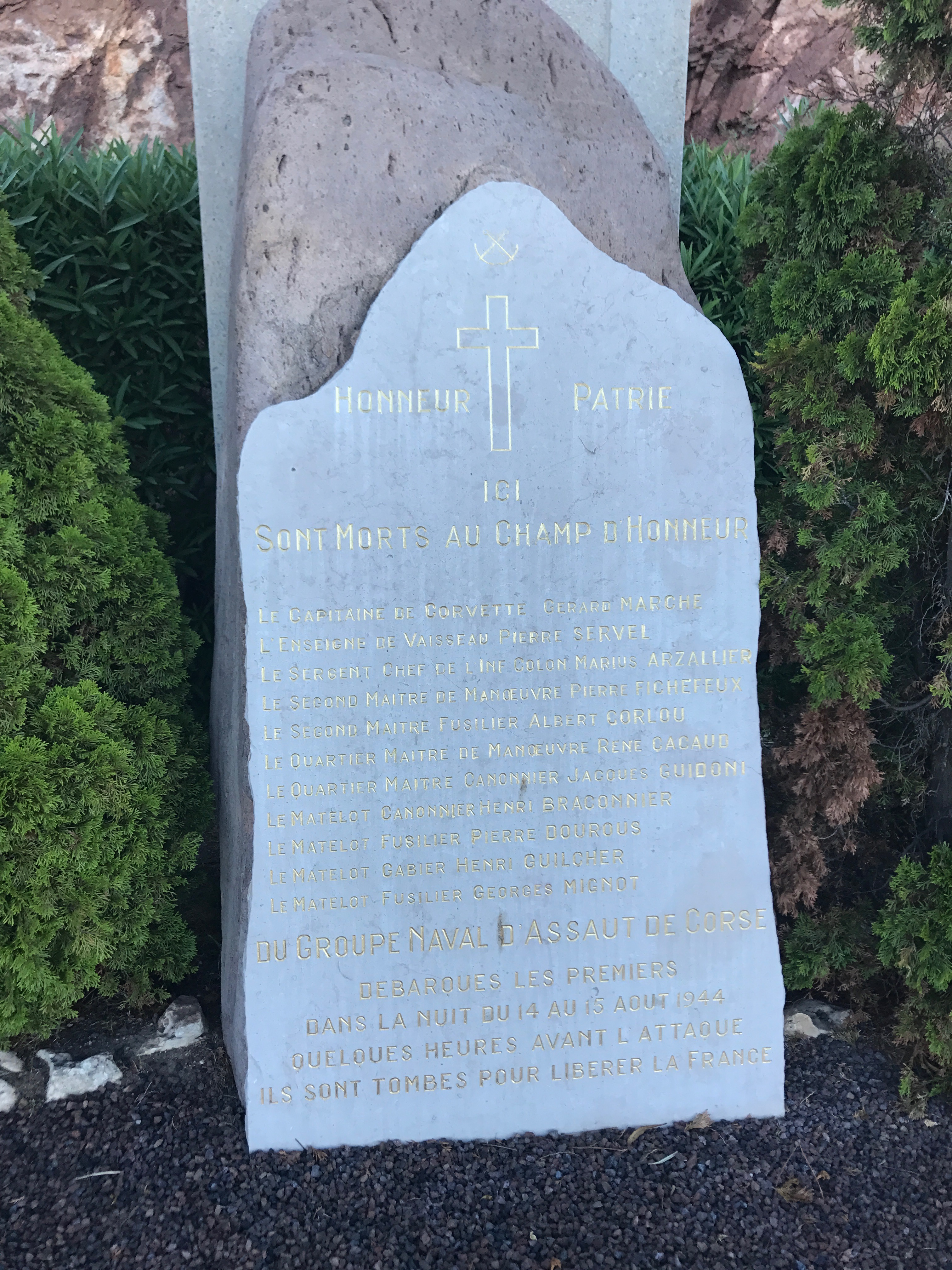
Plaque commémorative en mémoire des morts du Groupe Naval d'Assaut.
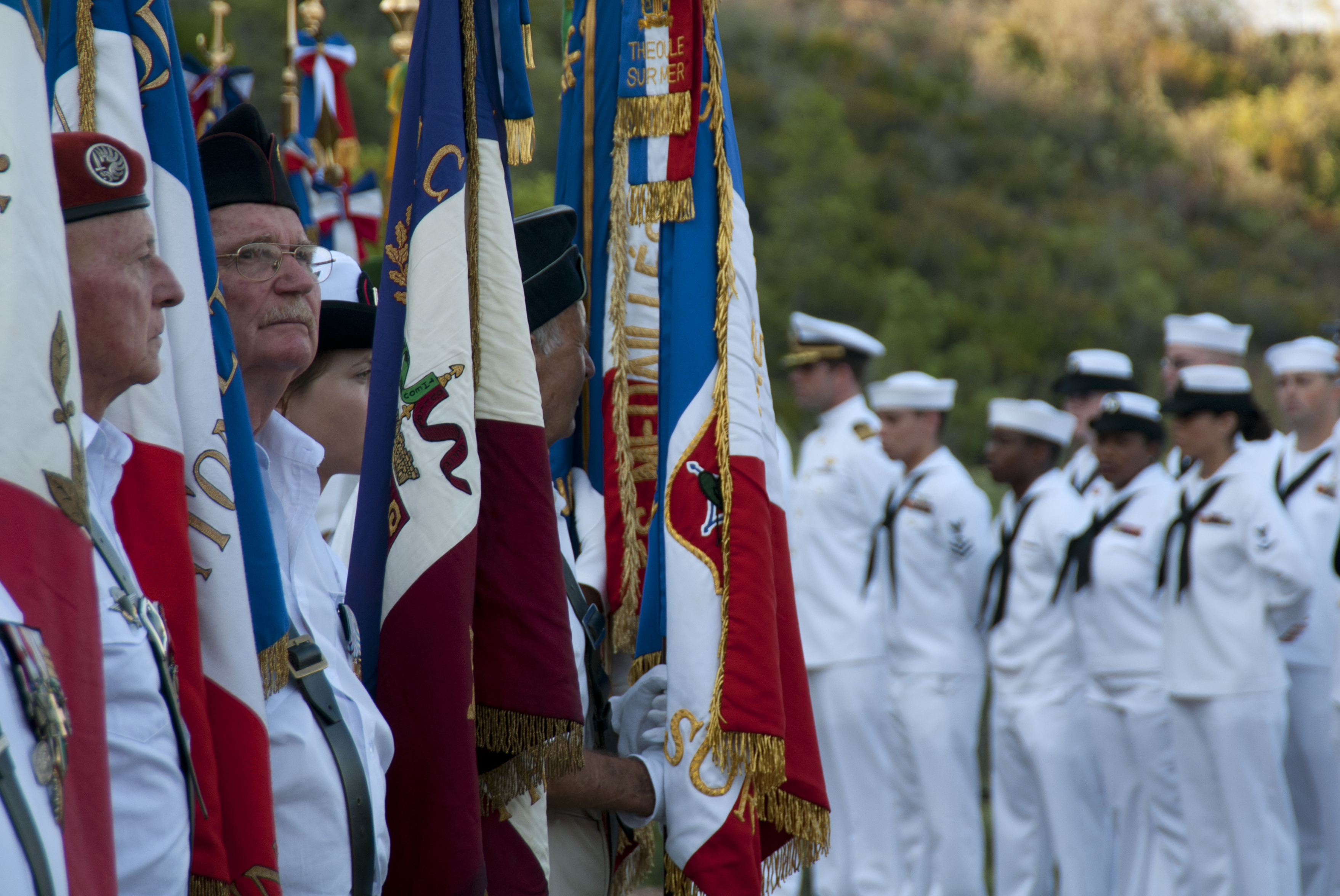
Cérémonie commémorative du débarquement en 2012 (USS Mount Whitney).
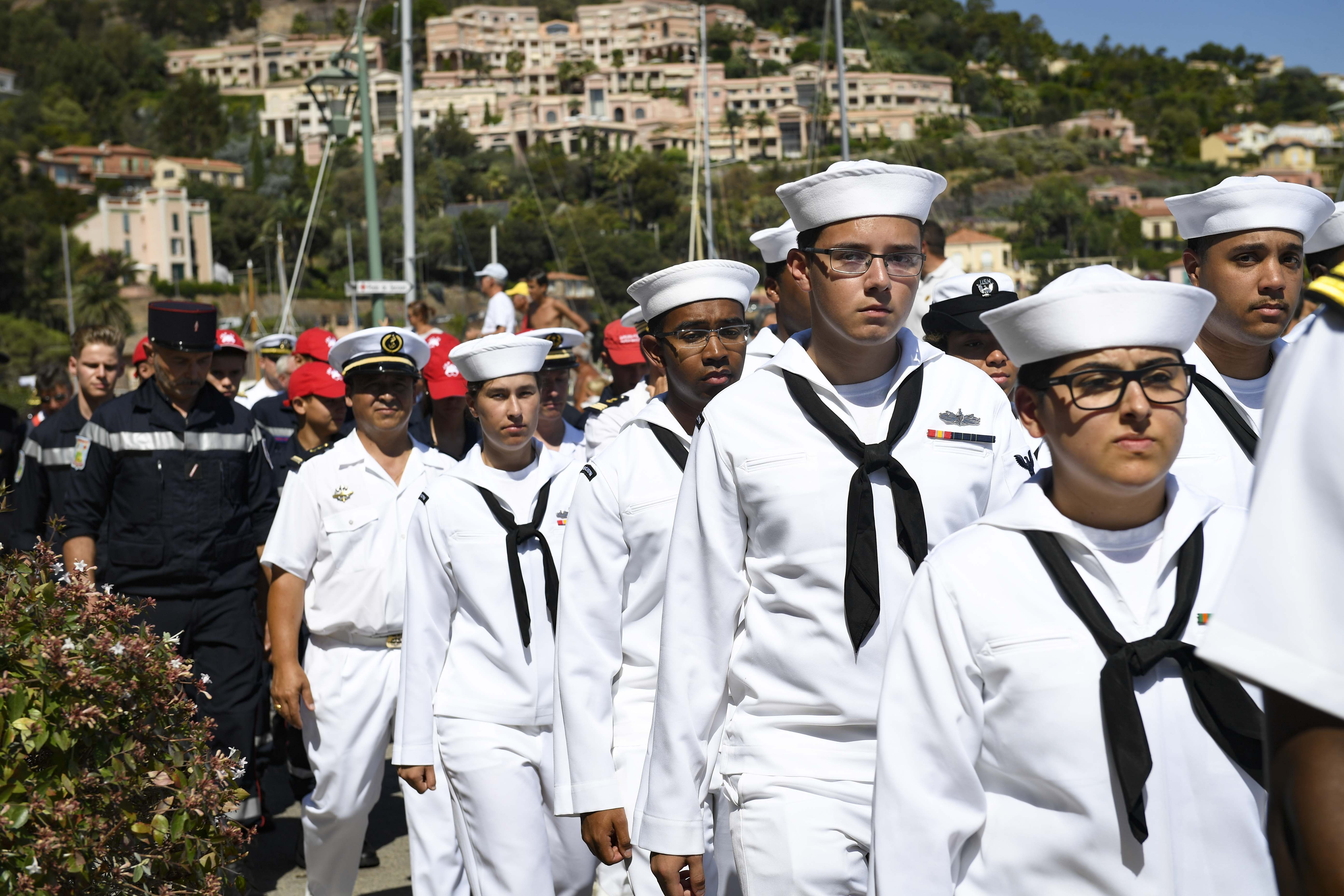
Cérémonie commémorative du débarquement en 2017 (marins américains).

Le monument aux morts de Théoule-sur-Mer porte les noms de 6 personnes (Noël Aiguier, Adelin Calzia, Jean Calzia, Henri Louis Honoré d'Estienne d'Orves (résistant membre du réseau Nemrod, Chevalier de la Légion d'honneur, Compagnon de la Libération, arrêté à Nantes le 22 janvier 1941 par les Allemands, fusillé au Fort du Mont Valérien le 22 août 1941), Georges Morel et André Ostienrieder) mortes pour la France pendant la Deuxième Guerre mondiale. Des Théouliens ont aussi collaboré avec les Allemands.

#### L'après Seconde Guerre mondiale
Le lieutenant Gaël Hermellin, originaire de Théoule-sur-Mer est mort pour la France pendant la Guerre d'Indochine, deux (Thierry Di Masso et Pierre Grilli) au Liban en 1983 et un (Michel Croci) au Tchad en 1984.
Après la Seconde Guerre mondiale, Théoule devint un véritable repaire de célébrités : Jean Sablon (déjà cité), André Dassary, Umberto II et son épouse Marie-José de Belgique, Raf Vallone, Martine Carol, Gisèle Pascal, Louis Féraud, Pierre Cardin (il acheta en 1979 le castel Hacket, à la pointe Saint-Marc, et en 1991 la "Maison Bulles" de 1200 m², création de l'architecte hongrois Antti Lovag, et fit construire le « Palais Bulle » et le théâtre de plein air), Serge Dassault, et de nombreux autres hommes politiques (par exemple Bernard Pons et Pierre Méhaignerie) et personnalités du monde du spectacle ou du milieu des affaires fréquentèrent Théoule.
Édouard Blondy a été président du Yachting Club de Théoule entre 1962 et 1979. Son nom a été donné au quai bordant le port.
En 1967 commence la construction du domaine privé La Galère. Conçu par l'architecte Jacques Couëlle, il couvre 23 hectares.
En 1972, le château de Théoule est vendu au CCAS des industries électriques et gazières.

### LeXXIesiècle
Le 1er mai 2000 est inauguré le Mémorial de Notre-Dame d'Afrique (avec une réplique de la « Vierge noire » de la basilique Notre-Dame d'Afrique d'Alger ), voulu par une association de Pieds-noirs rapatriés d'Algérie , présidée par Joseph Ortiz.

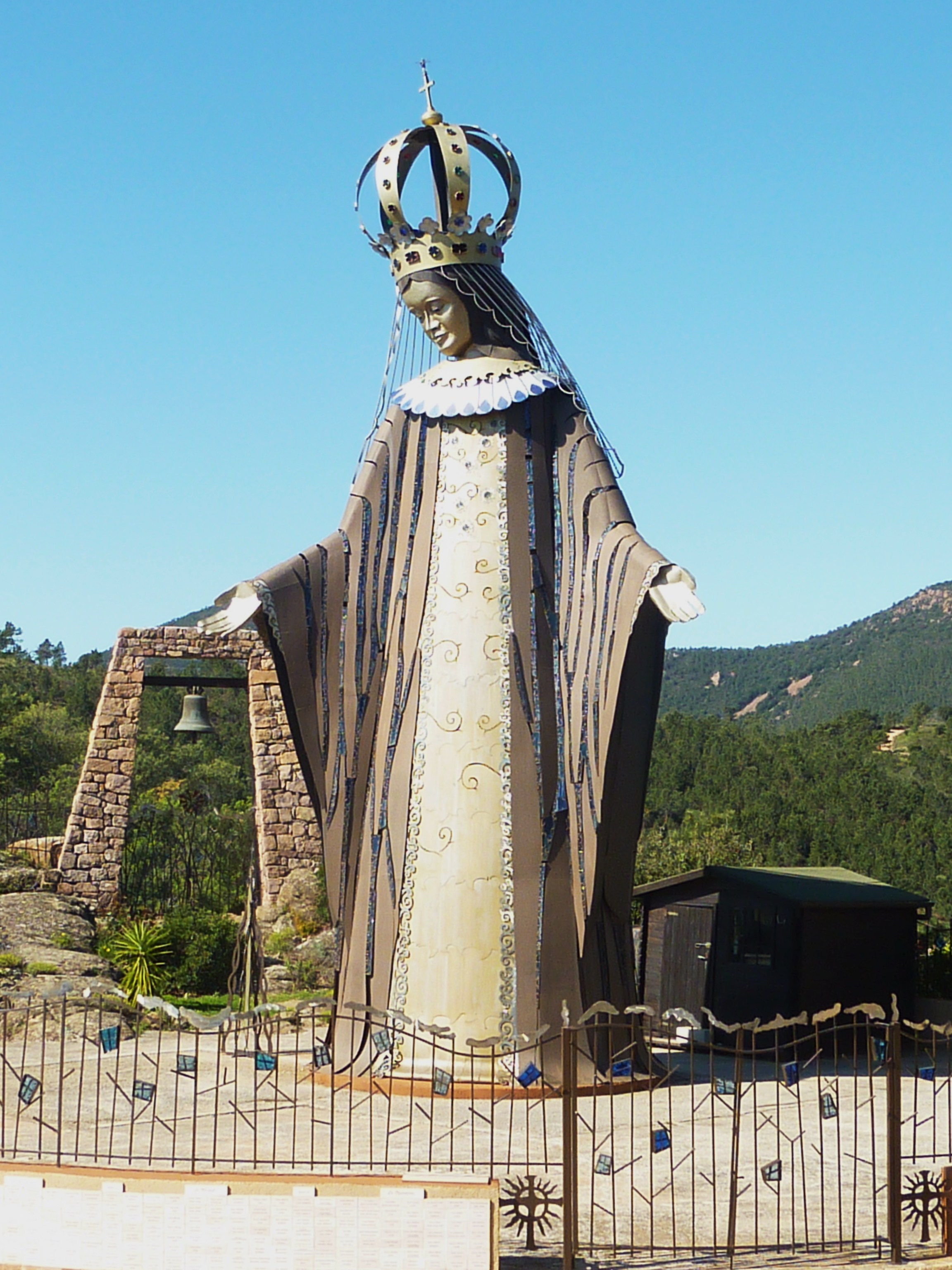
Le mémorial de Notre-Dame-d'Afrique.
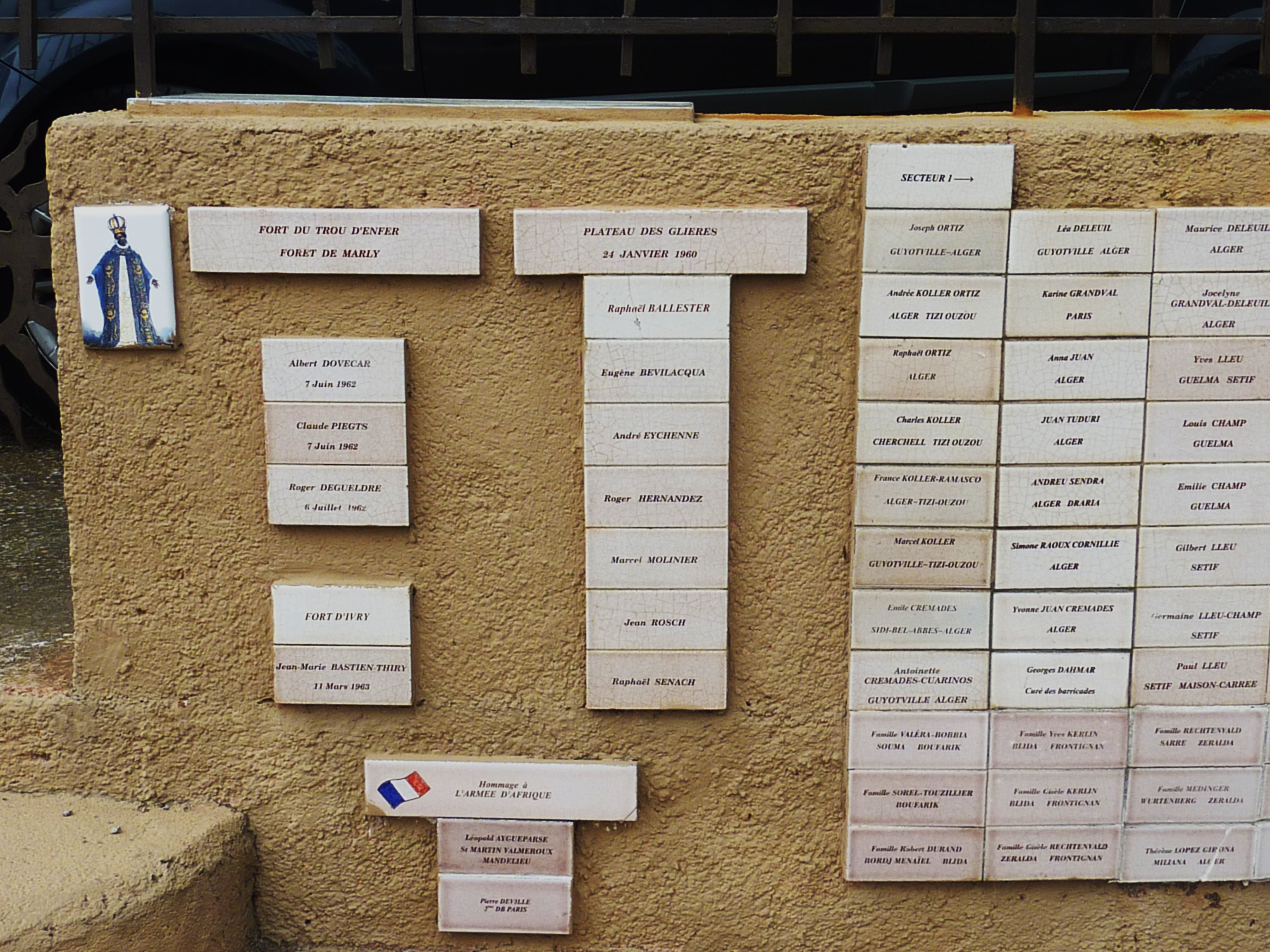
Ex-votos au mémorial de Notre-Dame-d'Afrique.

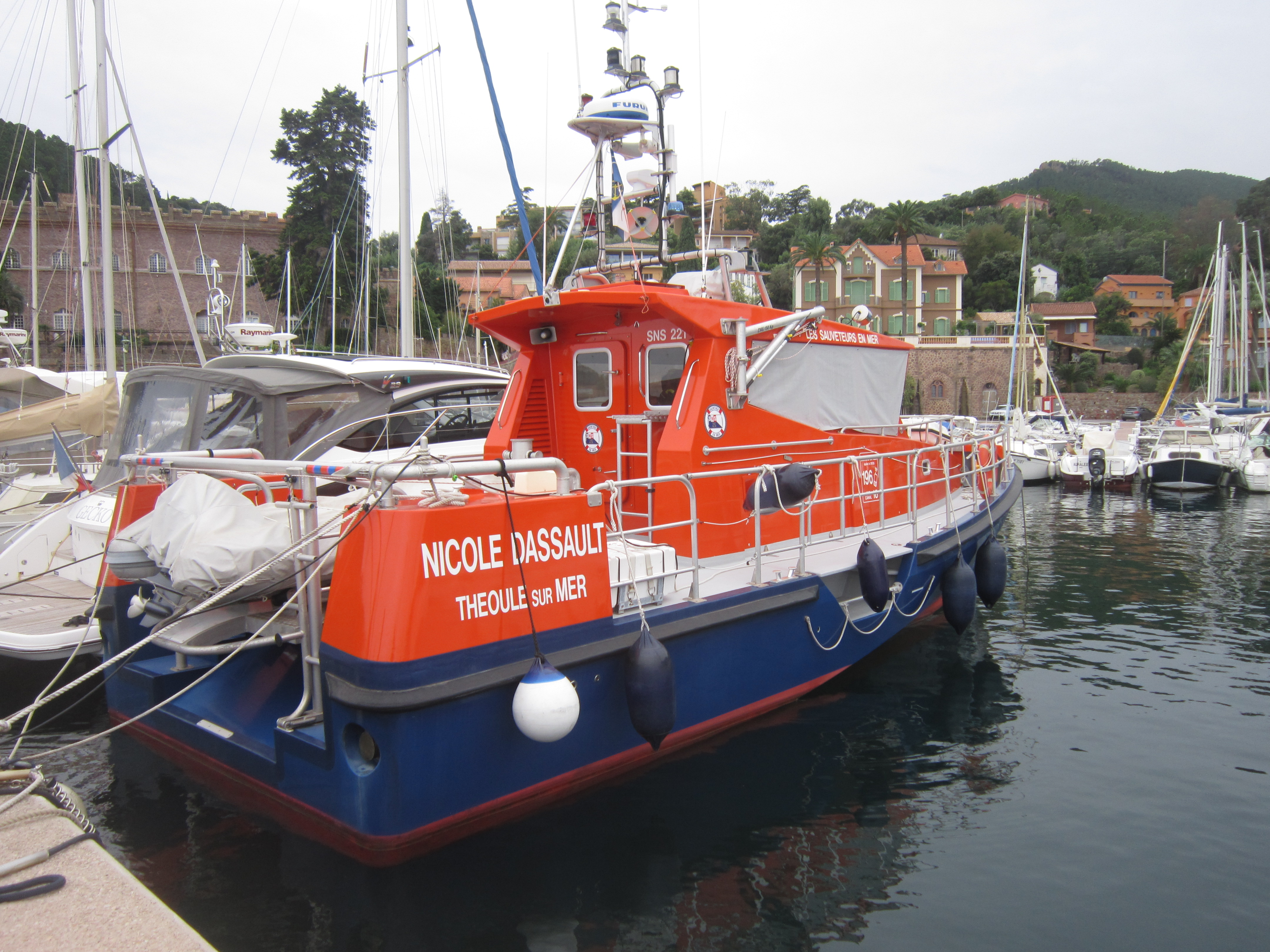
Le bateau de sauvetage de la SNSM « Nicole Dassault » (SNS 221) dans le port de Théoule.

Le Parc départemental de la Pointe de l'Aiguille, créé en 1961 occupe 7 ha du littoral de Théoule. Le Parc naturel départemental de l'Estérel, vaste de 959 hectares, à cheval sur les communes de Mandelieu-La Napoule et Théoule-sur-Mer, acquis entre 1997 et 2017 et le Parc maritime départemental Estérel-Théoule, qui occupe 353 hectares ; la Maison du Parc maritime départemental Estérel-Théoule a été inaugurée en 2019; ces deux derniers parcs sont gérés par le Conservatoire du littoral.
Serge Dassault, qui avait une résidence à Port-la-Galère, a financé le bateau de sauvetage de la Société nationale de sauvetage en mer (SNSM) « Nicole Dassault », basé à Théoule.

## Politique et administration

### Liste des maires
| Période                                  | Période   | Identité            | Étiquette | Qualité                                                         |
| ---------------------------------------- | --------- | ------------------- | --------- | --------------------------------------------------------------- |
| Les données manquantes sont à compléter. |           |                     |           |                                                                 |
| mai 1929                                 | 1949      | Charles Dahon       |           |                                                                 |
| 1949                                     | 1951      | Émile Carbon        |           |                                                                 |
| 1951                                     | 1953      | Raymond Herment     |           | Notaire.                                                        |
| 1953                                     | 1971      | Gustave Bertrand    |           | Officier de service du renseignement. Général.                  |
| 1971                                     | 1981      | André Pradayrol     |           |                                                                 |
| 1981                                     | 1983      | Joannes Gourgout    |           |                                                                 |
| mars 1983                                | 1998      | André-Charles Blanc | RPR       | Avocat. Conseiller général du canton de Mandelieu-Cannes-Ouest. |
| 1998                                     | mars 2001 | Henri Durand        | CNIP      |                                                                 |
| 2001                                     | 2014      | Daniel Mansanti     | UMP       | Chef d'entreprise. Famille d'origine italienne.                 |
| 2014                                     | En cours  | Georges Botella     | PR-RE     | Médecin                                                         |

### Budget et fiscalité 2020
En 2020, le budget de la commune était constitué ainsi :
- total des produits de fonctionnement : 10 024 000 €, soit 7 024 € par habitant ;
- total des charges de fonctionnement : 7 836 000 €, soit 5 491 € par habitant ;
- total des ressources d'investissement : 4 086 000 €, soit 2 863 € par habitant ;
- total des emplois d'investissement : 3 159 000 €, soit 2 214 € par habitant ;
- endettement : 607 000 €, soit 425 € par habitant.

Avec les taux de fiscalité suivants :
- taxe d'habitation : 24,02 % ;
- taxe foncière sur les propriétés bâties : 13,88 % ;
- taxe foncière sur les propriétés non bâties : 72,20 % ;
- taxe additionnelle à la taxe foncière sur les propriétés non bâties : 0,00 % ;
- cotisation foncière des entreprises : 0,00 %.

Chiffres clés Revenus et pauvreté des ménages en 2018 : médiane en 2018 du revenu disponible, par unité de consommation : 22 910 €.

## Population et société

### Démographie

#### Évolution démographique
L'évolution du nombre d'habitants est connue à travers les recensements de la population effectués dans la commune depuis 1931. Pour les communes de moins de 10 000 habitants, une enquête de recensement portant sur toute la population est réalisée tous les cinq ans, les populations de référence des années intermédiaires étant quant à elles estimées par interpolation ou extrapolation. Pour la commune, le premier recensement exhaustif entrant dans le cadre du nouveau dispositif a été réalisé en 2008.

En 2022, la commune comptait 1 418 habitants, en évolution de −3,93 % par rapport à 2016 (Alpes-Maritimes : +2,85 %, France hors Mayotte : +2,11 %).
| 1931 | 1936 | 1946 | 1954 | 1962 | 1968 | 1975 | 1982  | 1990  |
| ---- | ---- | ---- | ---- | ---- | ---- | ---- | ----- | ----- |
| 616  | 619  | 367  | 703  | 755  | 733  | 798  | 1 010 | 1 216 |

| 1999  | 2006  | 2008  | 2013  | 2018  | 2022  | - | - | - |
| ----- | ----- | ----- | ----- | ----- | ----- | - | - | - |
| 1 296 | 1 499 | 1 556 | 1 514 | 1 350 | 1 418 | - | - | - |

### Enseignement
Établissements d'enseignements :
- Écoles maternelle et primaire,
- Collèges à Mandelieu-la-Napoule, Cannes,
- Lycées à Cannes.

### Santé
Professionnels et établissements de santé :
- Médecins à Théoule-sur-Mer, Mandelieu-la-Napoule,
- Pharmacies à Mandelieu-la-Napoule,
- Centre hospitalier intercommunal Fréjus-Saint-Raphaël,
- Centre hospitalier universitaire de Nice,
- Centre hospitalier Princesse-Grace,
- Centre cardio-thoracique de Monaco.

### Cultes
- Culte catholique, Paroisse Saint-Vincent de Lérins[76], Diocèse de Nice.
- Église orthodoxe à Saint-Raphaël.
- Temple protestant de Cannes.
- Synagogue de Cannes.
- Mosquée Iqraa de Cannes.
- Pagode Hông Hiên Tu à Fréjus.

## Économie

### Entreprises et commerces

#### Agriculture et aquaculture
- A l’origine, le château (XVIIe siècle) était une savonnerie, construite en 1630 par un groupe de marseillais, et alimentée par les oliveraies de la région. La soude nécessaire à la fabrication du savon venait d’Egypte[77].
- L'aquaculture et Aquaculture biologique[78].

#### Tourisme
- Hôtels[79].
- Village vacances[80].
- Gîtes.
- Restaurants[81].

#### Commerces et services
- Commerces et services de proximité[82].
- Artisanat / Métiers d’Art.

## Culture locale et patrimoine

### Lieux et monuments

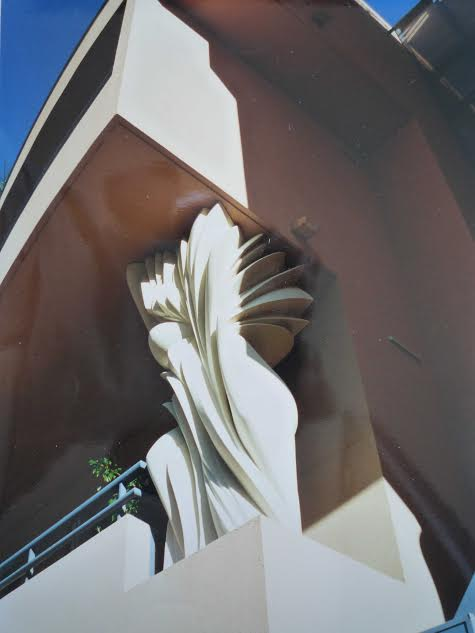
Caryatide Res. Aurelia. Jean-Yves Lechevallier.

- Villa Io Ra Na, maison du chanteur Jean Sablon, rue Abel-Ballif.
- Château de Théoule, avenue de Lérins[83], appartenant au Comité social et économique (CSE) d’EDF[84].
- Palais Bulles de Pierre Cardin de Antti Lovag. Propriété du couturier Pierre Cardin.
- Temple du Paradis et Diane de l’Esterel[85].
- Les œuvres d'art public[86] : La fontaine Concrétion de la place du Général Bertrand, taillée directement sur place dans un bloc de pierre, œuvre de Jean-Yves Lechevallier, La rascasse du port de Théoule-sur-Mer[87]...
- Les caryatides de la Résidence Aurélia, sont elles aussi signées de l'artiste Jean-Yves Lechevallier[88].

### Édifice religieux
- Église Sainte-Germaine, 1927[89],[90],[91].

Cloches d'Oranie réinstallées en France, par l'abbé Delmasure curé de Théoule à l'époque, dont celle baptisée Élisabeth et bénie en 1938,.
- Chapelle sur la RN 98[95].
- Villa Sainte Camille[96] : la chapelle[97].
- Le monument aux morts[98].
- Le mémorial de Notre-Dame-d'Afrique[99].

### Patrimoine naturel
À partir de Théoule on peut faire une jolie randonnée qui permet de découvrir la forêt du massif de l’Esterel en passant par le Parc naturel départemental de l'Esterel, le carrefour des Monges, le col du Trayas, le col de la Cadière et le col des Trois termes.
Pont naturel au-dessus de la mer.
À la pointe de l'Aiguille se trouve le parc départemental de la Pointe de l'Aiguille (7 ha).
Le parc maritime départemental Estérel-Théoule a une superficie de 353 hectares.

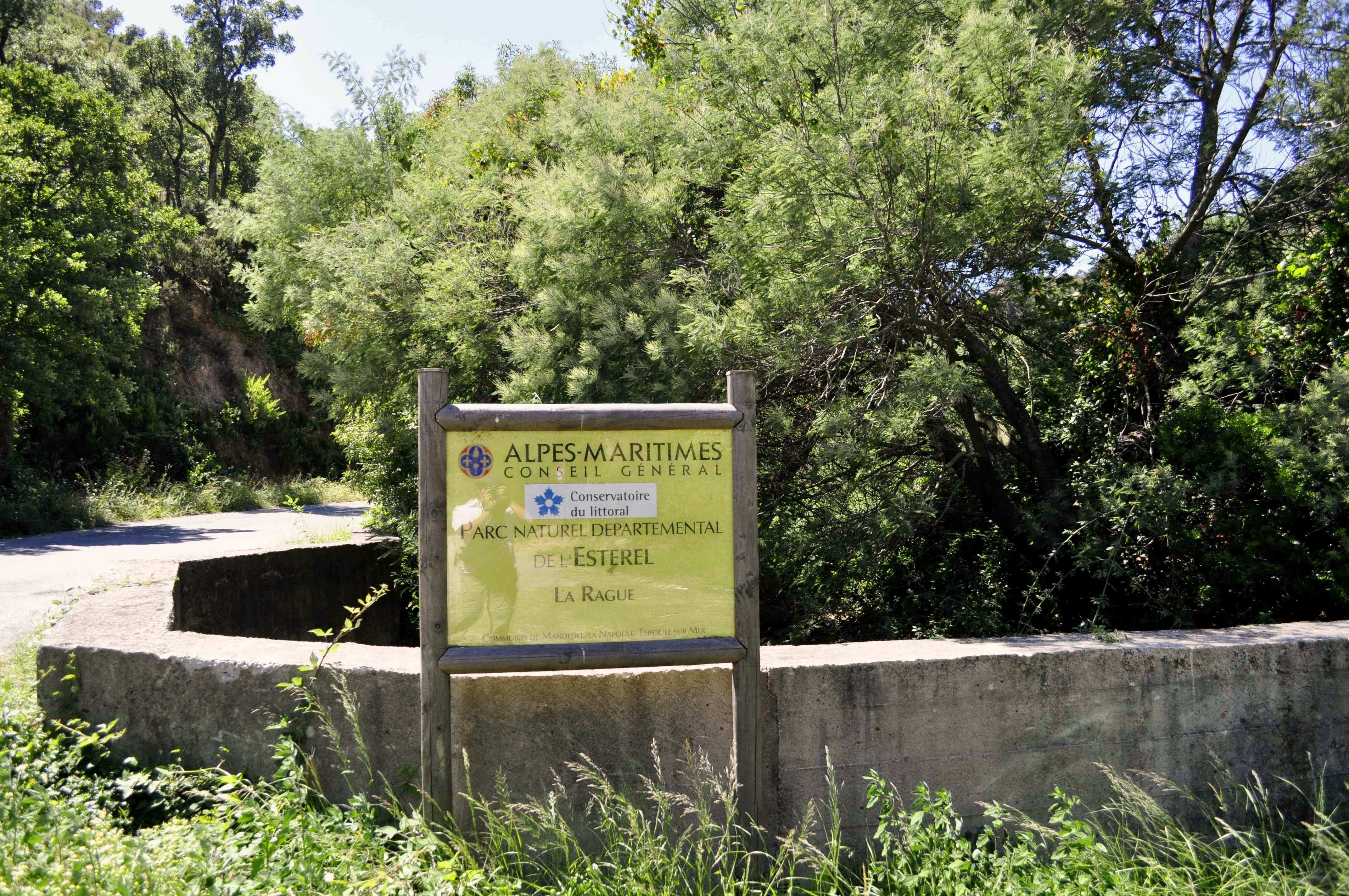
Le parc naturel départemental de l'Estérel (entrée DFCI des Mineurs à la Rague).
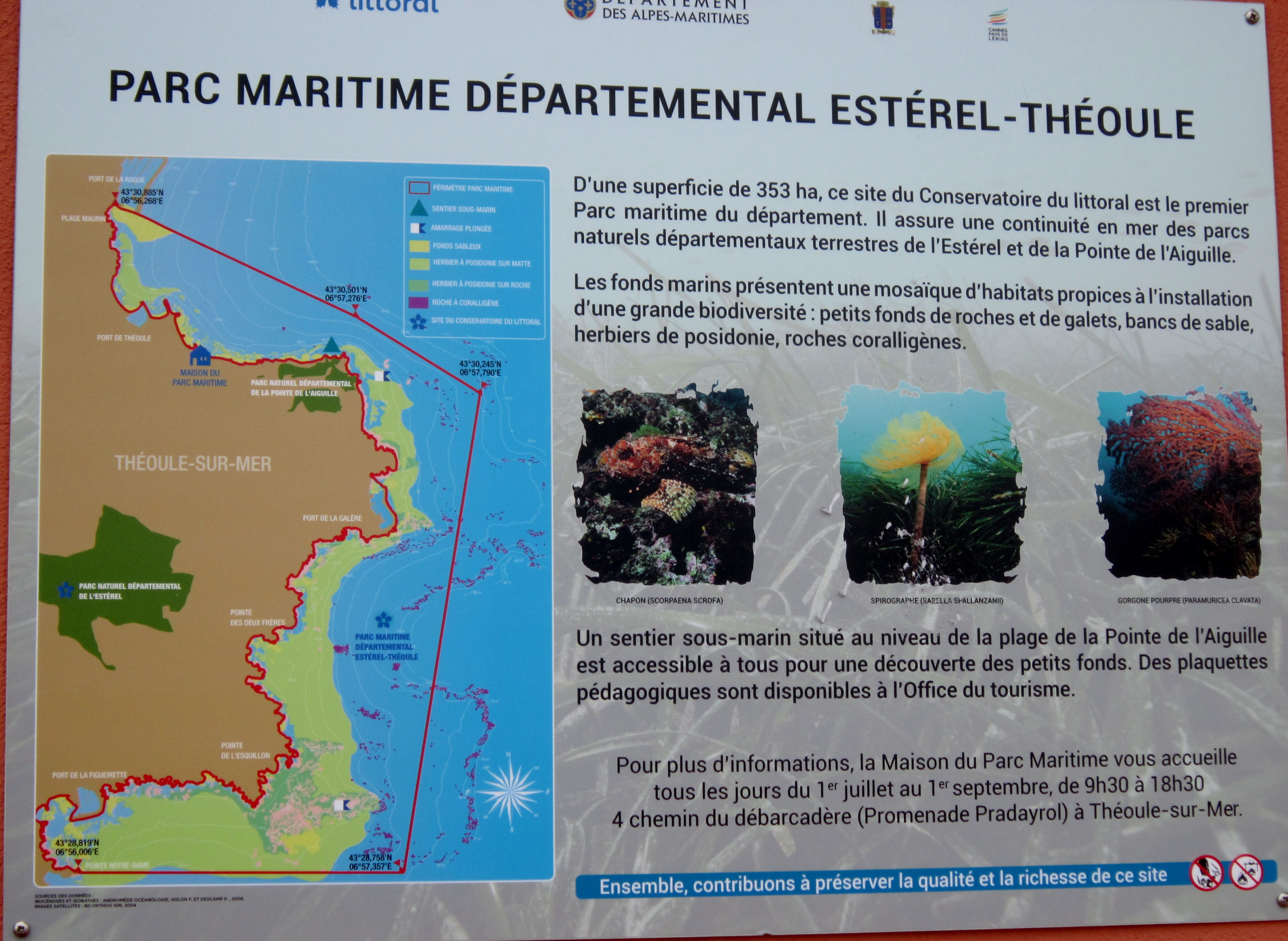
Le parc maritime départemental Estérel-Théoule : panneau d'information touristique.

### Héraldique
| Blason de Théoule-sur-Mer | Blason  | Écartelé : au 1er d'azur au rameau de mimosa d'or posé en bande, au 2e d'azur à sainte Germaine d'or, au 3e d'azur à la tour d'or, ouverte du champ, posée sur une onde isolée d'or, au 4e d'azur à la rascasse d'or, au filet du même brochant sur le coupé, au pal d'or chargé de trois vergettes de gueules et d'un tau d'or brochant en abîme, ledit pal brochant sur la partition. |
| Blason de Théoule-sur-Mer | Détails | Le statut officiel du blason reste à déterminer. |

## Personnalités liées à la commune
- Christian Chabanis, (1936-1989), écrivain, philosophe et journaliste français repose au cimetière de Théoule-sur-Mer où sa belle-famille résidait.
- Serge Dassault, (1925-2018), homme d'affaires et homme politique français possédait une résidence secondaire sur la commune[102].
- Jean Sablon,(1906-1994), chanteur français, a vécu dans la commune.
- Isabelle Forêt, Claude François junior et Marc François : après sa séparation d'avec Claude François, Isabelle Forêt s'installe à Théoule-sur-Mer puis à Pégomas. Les enfants sont scolarisés à l'Institut Stanislas de Cannes[103],[104]. Isabelle Forêt réside désormais à La Roquette-sur-Siagne[105].